# Giardino barocco di Großsedlitz

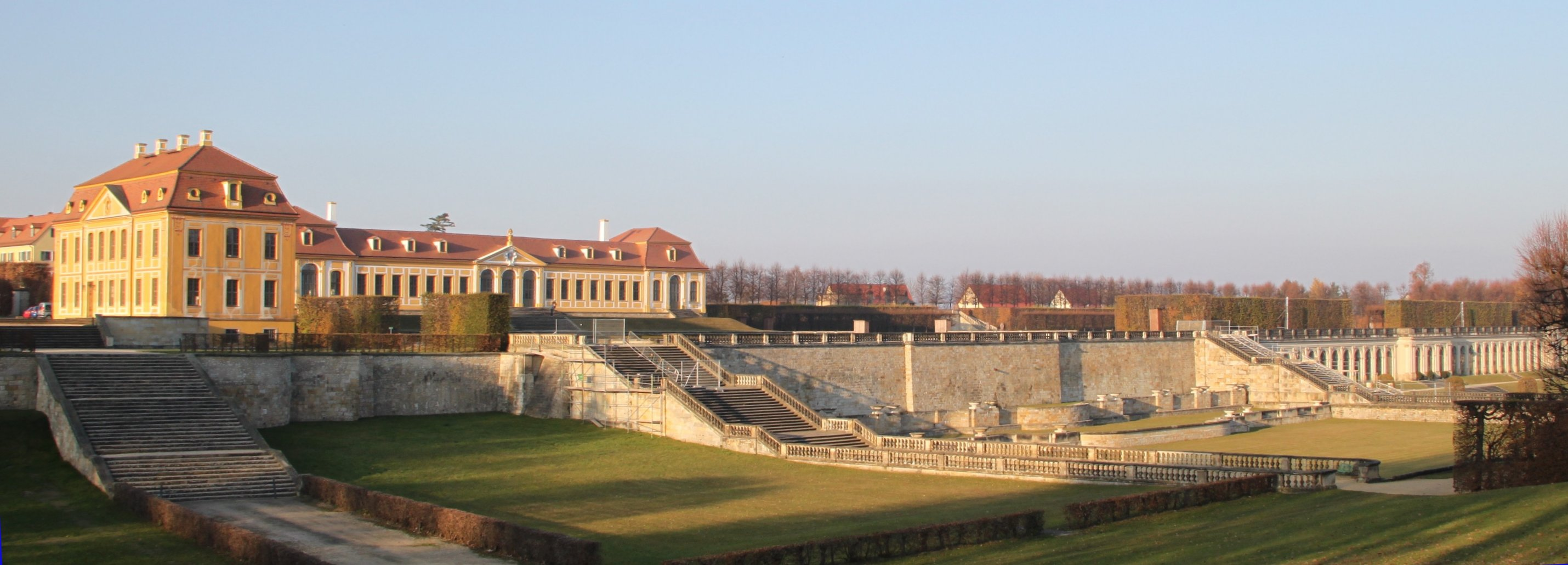
Giardino barocco con Friedrichschlösschen e Orangerie superiore e inferiore

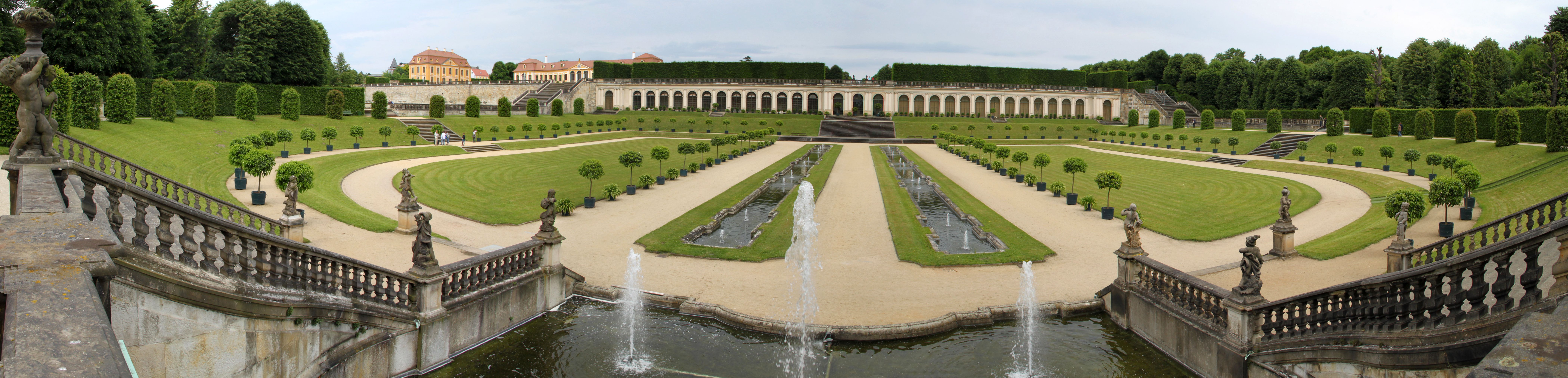
Vista dalla "Silent Music" sul parterre dell'orangerie inferiore, con sullo sfondo l'orangerie inferiore

Il giardino barocco di Großsedlitz, con il Friedrichschlösschen, si trova su una collina sulla riva sinistra dell'Elba a sud-est di Dresda a Großsedlitz. Appartiene alla città di Heidenau nello Stato libero di Sassonia. Il luogo si trova su un altopiano tra le valli del Müglitz a ovest e del Seidewitz a est, che è ai piedi dell'Osterzgebirge.  Da lì si ha una vista sulla valle dell'Elba.
Il giardino, di circa 18 ettari, è considerato un eccezionale esempio di orticoltura francese in Sassonia; è uno dei giardini barocchi più autentici della Germania e una delle opere più importanti del barocco di Dresda, progettato dai tre principali architetti dell'epoca. Da segnalare anche il gran numero di aranci, a sottolineare l'architettura dello spazio giardino terrazzato.

## Storia

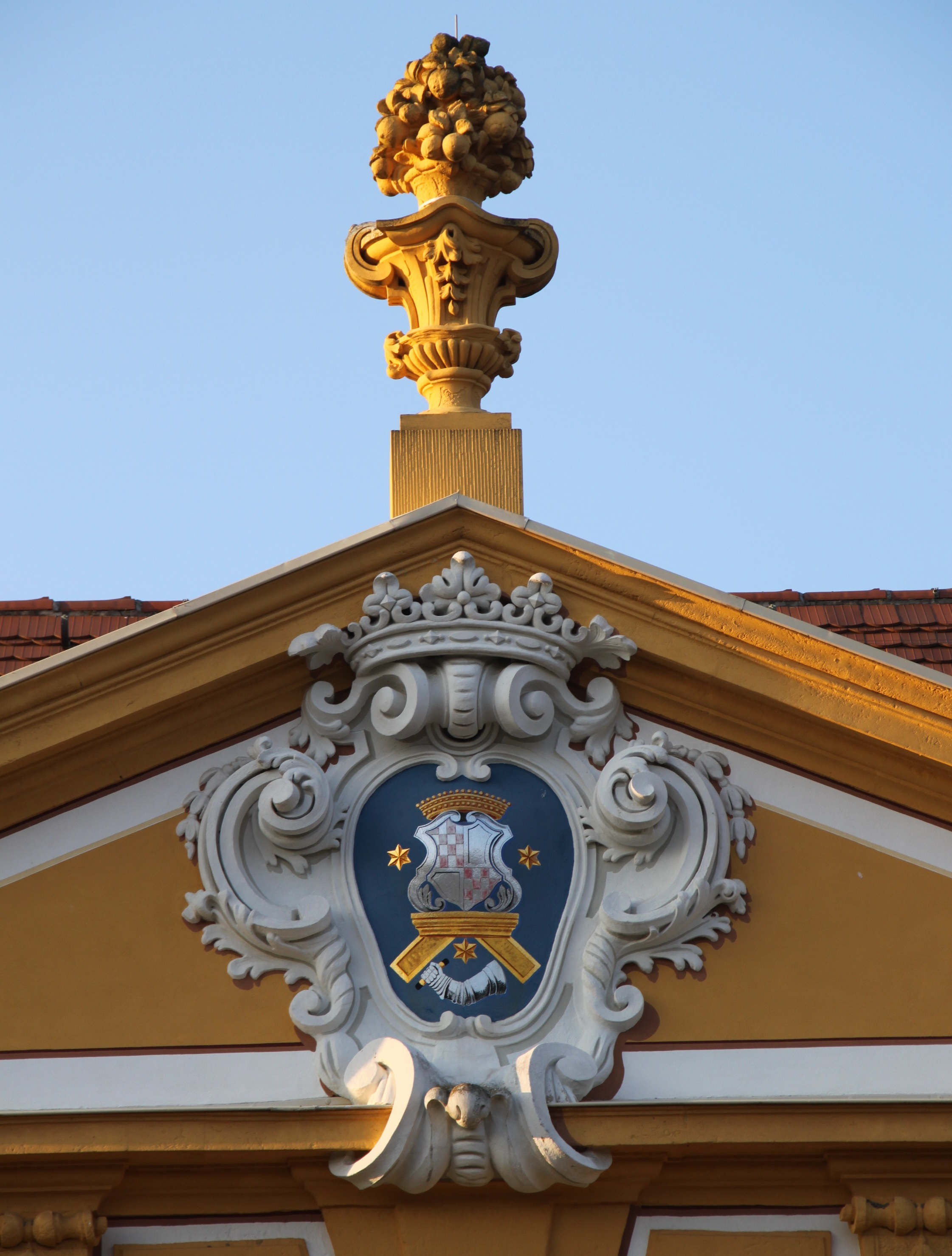
Lo stemma di Wackerbarth sul frontone dell'Orangerie superiore

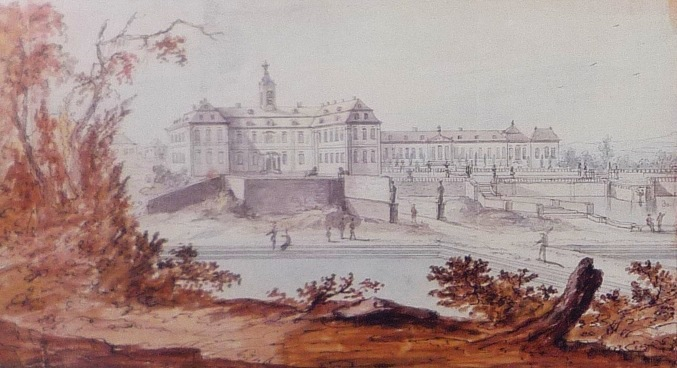
Palazzo e giardino intorno al 1723

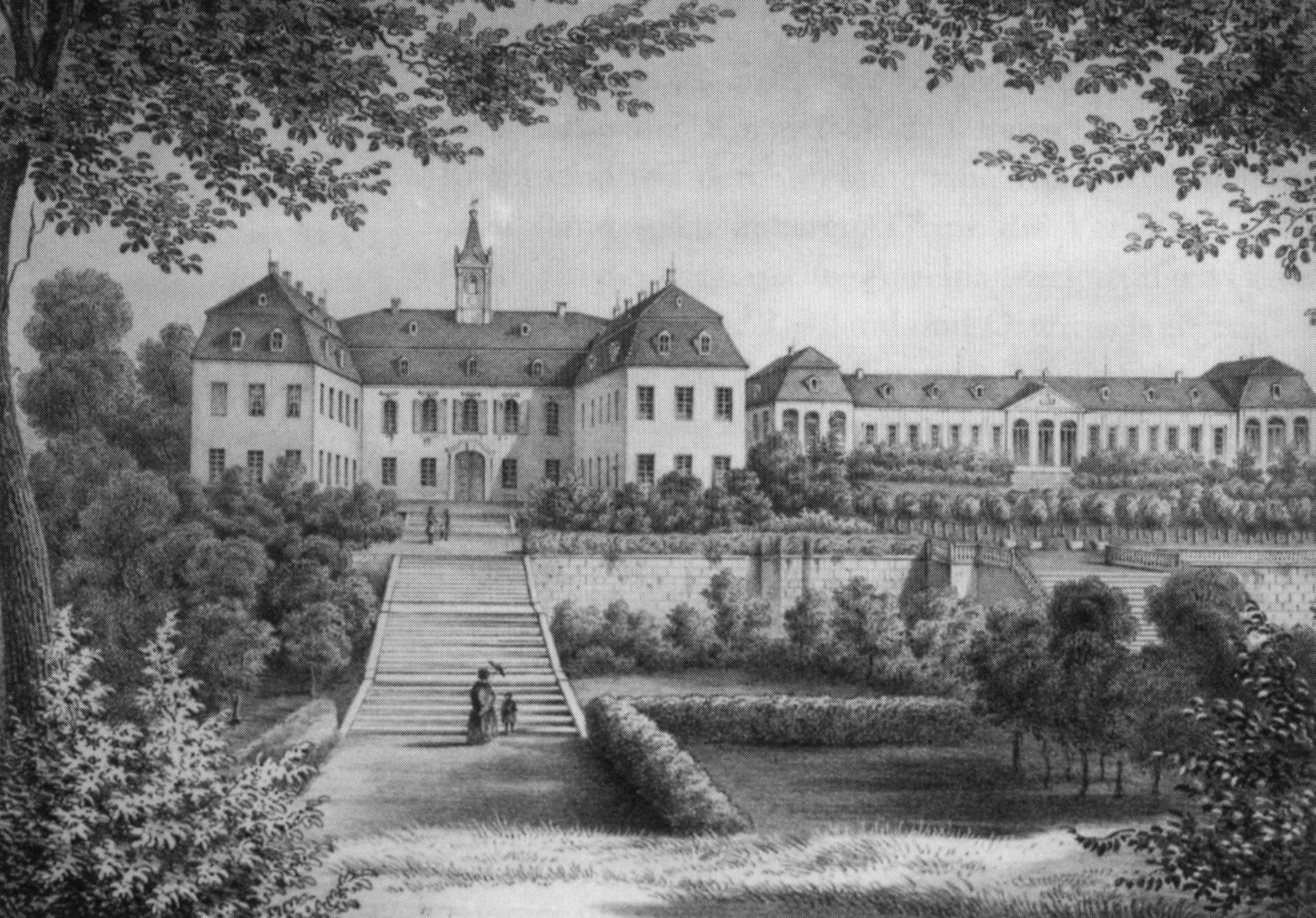
Palazzo e giardino intorno al 1840

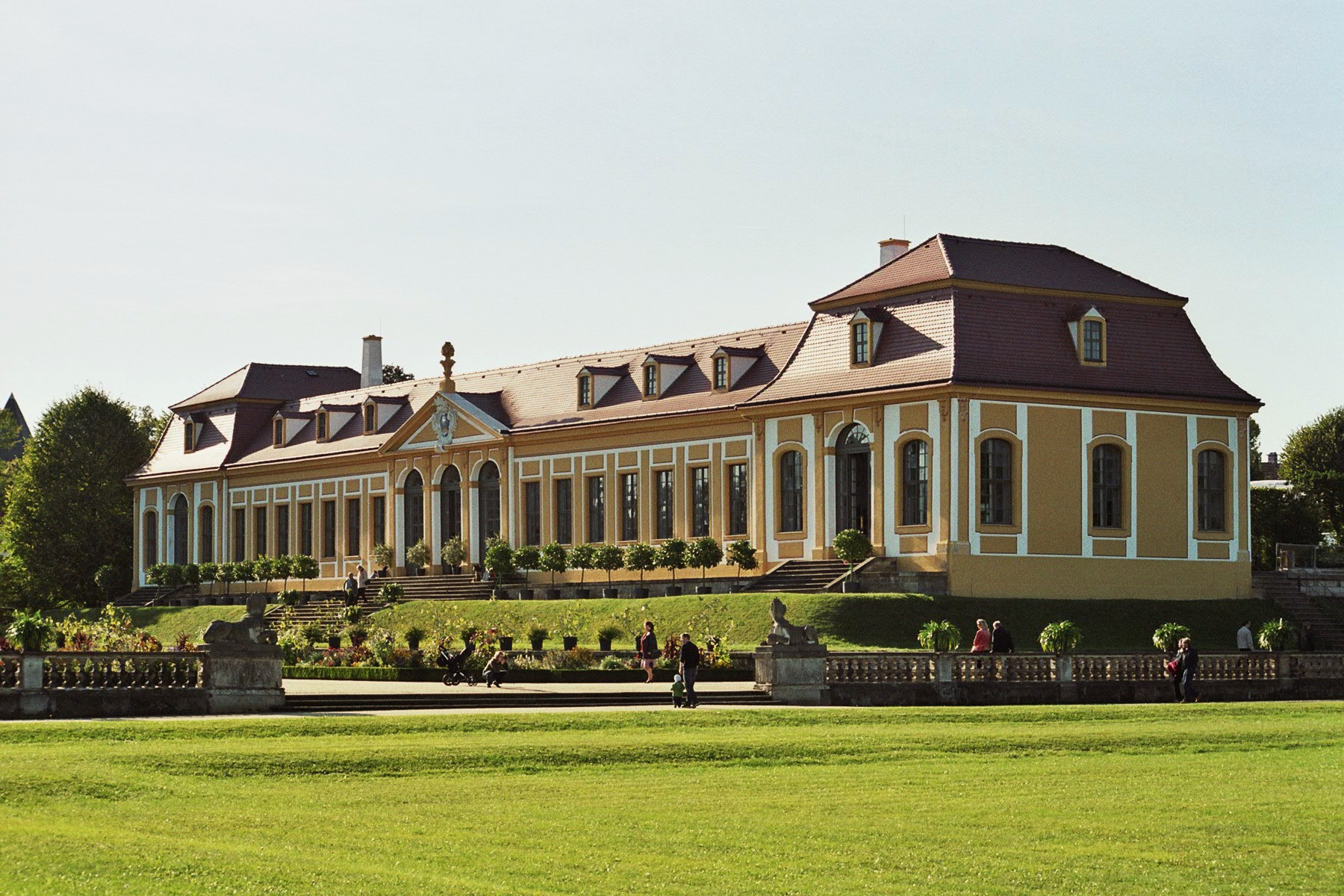
L'Orangerie Superiore di Johann Christoph Knöffel (1720-1721)

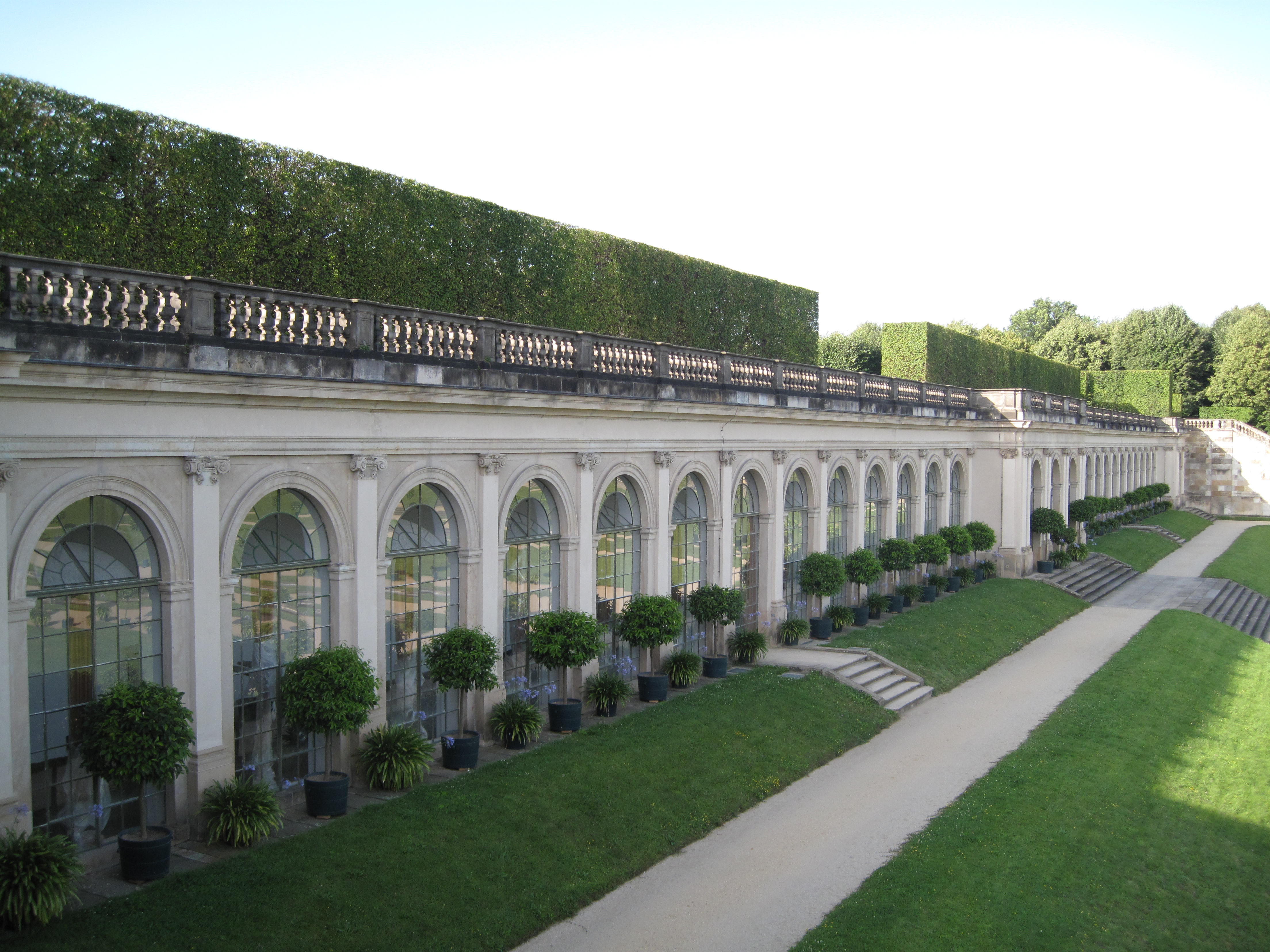
L'orangerie inferiore di Zacharias Longuelune (1727)

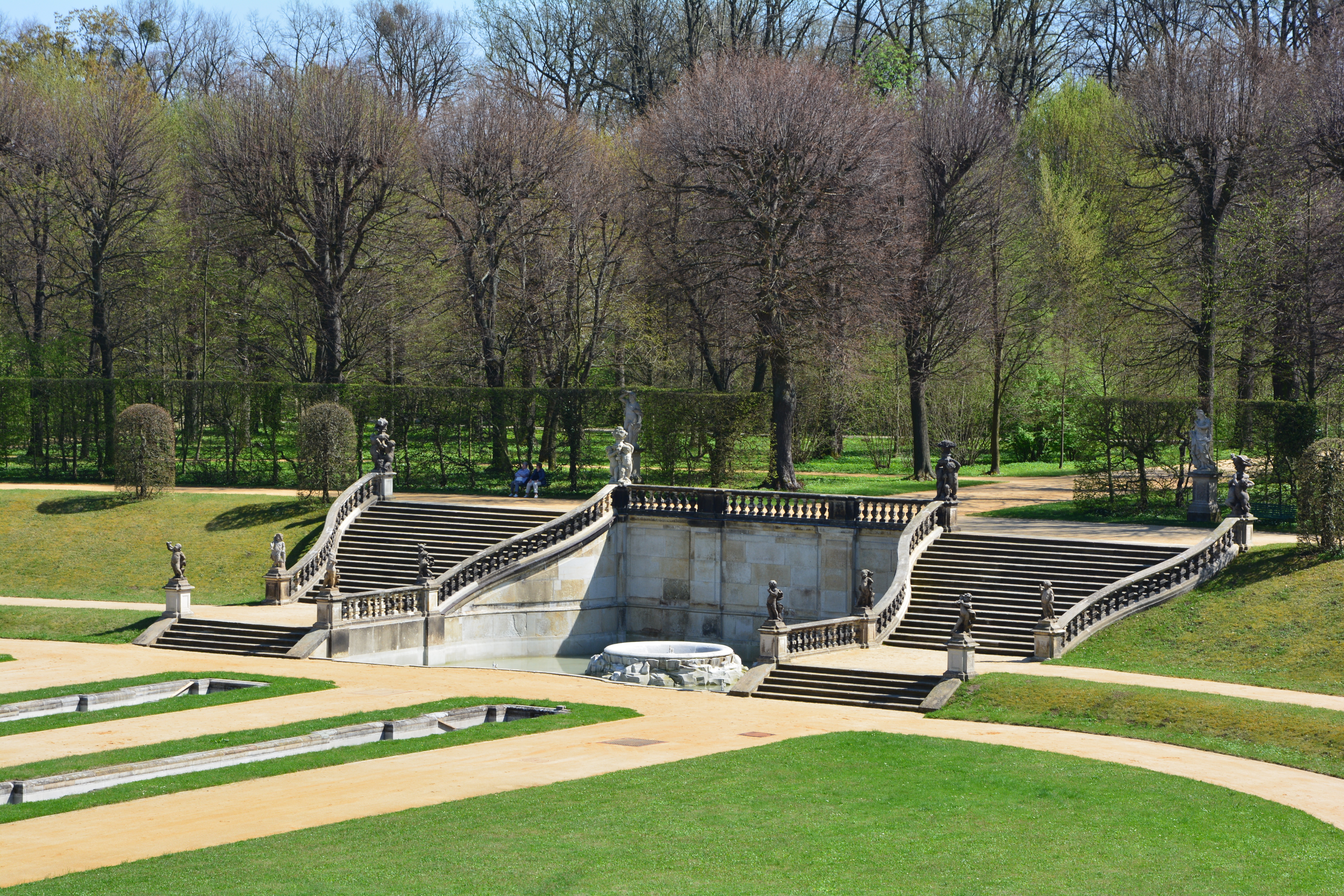
La scala di Pöppelmann, detta "Musica silenziosa", con putti che fanno musica

Il giardino barocco fu costruito dal 1719 al 1723 dal conte August Christoph von Wackerbarth come residenza di campagna con aranciera (fu completato prima il castello, nel 1720, poi l'orangerie superiore nel 1721). Aveva acquisito il maniero bruciato nel 1715. Il costruttore del palazzo, un tempo a tre ali in stile barocco classico-francese, è sconosciuto. Sono noti i progetti di Pöppelmann, Longuelune e Knöffel per il rifacimento. Gli esterni furono costruiti nel 1720 su probabile progetto di Knöffel, ma non dimostrato.
L'Elettore Augusto il Forte acquistò la proprietà già nel 1723, anche se l'acquisto fu tenuto segreto fino al 1726 a causa della difficile situazione finanziaria dell'elettorato e della legge di bilancio. Wackerbarth, che era il supervisore della costruzione militare e civile nell'Elettorato, continuò quindi inizialmente ad apparire come un cliente privato. Il complesso venne ampliato in termini di orticoltura e architettura nel 1727. Un castello originariamente progettato come una fortezza non fu mai costruito. Nel 1727 i lavori di costruzione del castello e nel 1732 dei giardini furono interrotti perché Augusto il Forte perse interesse per il castello. 
Mentre il castello di Pillnitz veniva utilizzato per eventi di divertimento ed escursioni cortesi e il castello di Moritzburg per lo svolgimento di grandi cacce di corte, Großsedlitz doveva diventare il castello per le feste di fondazione dell'Ordine dell'Aquila Bianca istituito da Augusto. Il 3 agosto 1727, nell'anniversario dell'istituzione, Augusto il Forte diede inizio a questa festa, di un giorno, per la prima e unica volta a Großsedlitz. Dopo la morte di Augusto, nel 1733, suo figlio, il principe Federico Augusto II, dal 1734 anche re di Polonia, continuò questa tradizione. Tra il 1740 e il 1756 queste feste si svolsero qui altre dodici volte. Il momento clou era sempre la gara di tiro nel parterre dell'aranciera inferiore. Le tavole dipinte sulla parete di fondo della piscina "Musica silenziosa" servivano da bersagli. 
Il complesso cadde in rovina dopo il 1750. La guerra dei sette anni (1756–1763), durante la quale Großsedlitz servì temporaneamente come campo principale dell'esercito prussiano, causò gravi danni. Quando fu conclusa la pace, nel 1763, anche il giardino fu devastato a causa dell'accoglienza dei militari. Nelle guerre di coalizione (1792-1815) il parco e soprattutto gli edifici furono gravemente danneggiati. I primi lavori di messa in sicurezza si estesero per un lungo periodo, dal 1846 al 1878, durante il regno di re Giovanni. L'aranciera inferiore venne modernizzata con la costruzione del riscaldamento ad aria calda. La rimanente struttura obsoleta del castello fu demolita nel 1871 e negli anni successivi fu costruito un nuovo castello a due piani sul sito dell'ala est originale, in seguito chiamato Friedrichschlösschen.
Fino al 1928, entrambe le aranciere ospitavano ancora piante in vaso, alcune delle quali risalivano addirittura al periodo di Augusto il Forte. Nell'inverno 1928/1929 l'intera popolazione vegetale morì congelata. 
Parti del giardino barocco sono attribuite a Johann Christoph Knöffel. Le sculture sono di Johann Christian Kirchner e alcune altre di Johann Benjamin Thomae. Molte altre figure non possono più essere attribuite ai loro autori per le cattive condizioni di conservazione. A causa della leggera pendenza, il parco barocco è stato disposto a terrazze. La sua struttura segue i principi orticoli di un giardino alla francese; gli edifici e le sculture sono esempi di alta qualità del barocco di Dresda al tempo di Augusto il Forte. Come giardino di delizie, il complesso è stato utilizzato per i festeggiamenti alla corte di Dresda fino al 1763. Il giardino rimase incompiuto nella parte occidentale e non subì quasi modifiche nei secoli successivi.
Il cancello d'ingresso principale del giardino barocco è un elemento relativamente giovane. È stato trasferito qui, nel 1960, dal cortile della vecchia Landhaus di Dresda (ora Museo della città). Il sistema di cancelli è stato costruito tra il 1960 e il 1963. Le fontane dei delfini nell'area d'ingresso sono opera di Johann Christian Feige.

## Costruzione

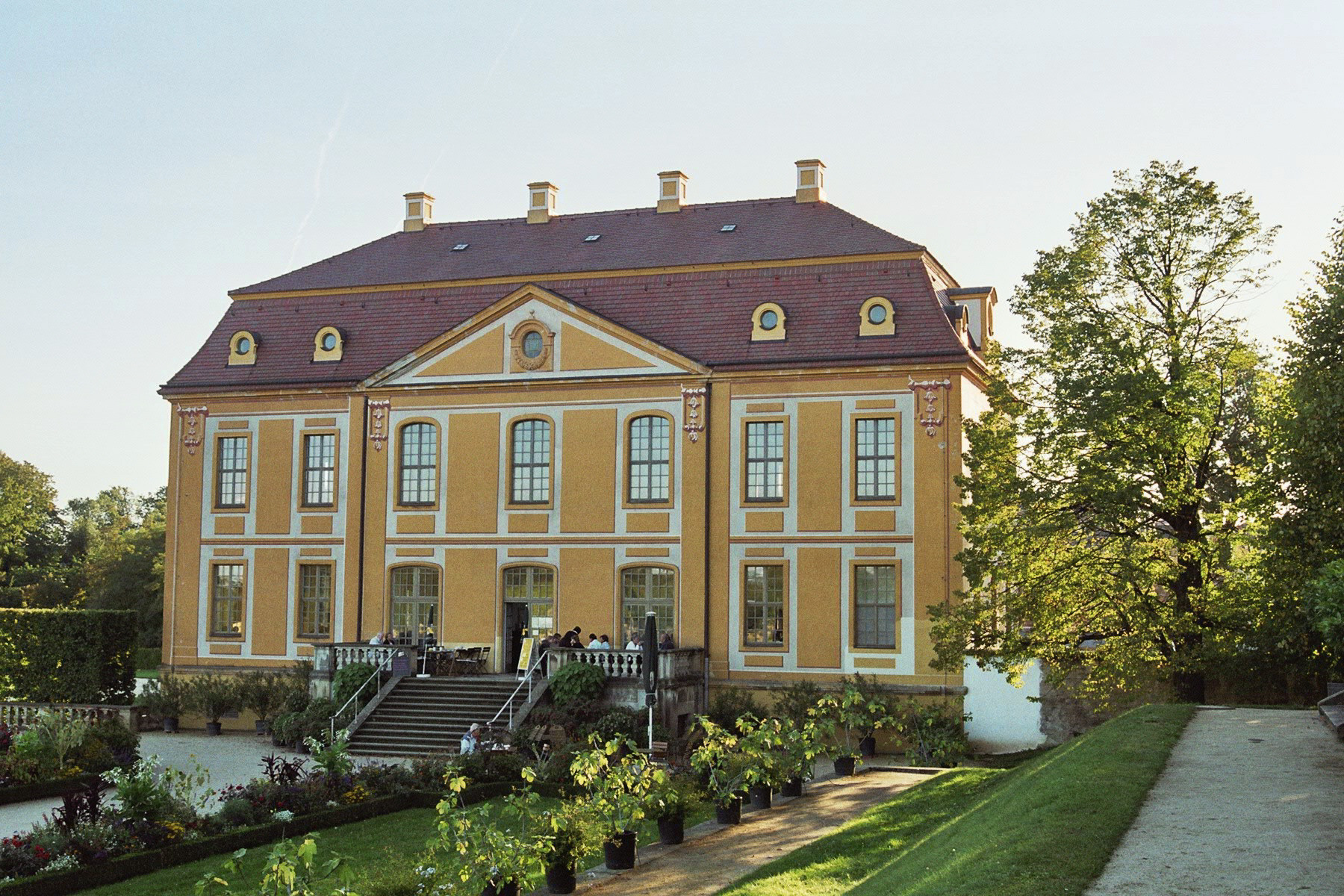
Friedrichschlösschen (dal 1847)

Gli edifici barocchi originali, ancora oggi conservati, sono l'Orangerie superiore e inferiore. Il Friedrichschlösschen fu costruito nel XIX secolo basato sul barocco di Dresda e completato nel 1847 secondo i progetti dell'architetto di corte Bernhard Krüger. Rappresenta l'ex ala est del castello, a tre ali, costruito dal 1719 al 1720 e demolito nel 1871 a causa del degrado.
L'Orangerie superiore, come il castello originale, fu costruita per l'allora proprietario Wackerbarth, dal 1720 al 1721, secondo i piani di Johann Christoph Knöffel come edificio funzionale riscaldabile per la conservazione invernale delle piante di arancio. È a un piano e dispone di 23 assi di finestre e padiglioni angolari con alti tetti a mansarda su entrambi i lati. Il timpano triangolare nell'asse centrale è ornato dallo stemma del conte Wackerbarth. L'aranciera inferiore, anch'essa a un piano, fu completata nel 1727 su progetto di Zacharias Longuelune ed è caratterizzata da 31 assi di finestre e da una riuscita integrazione nella struttura del terrazzo del giardino.
Oggi il Friedrichschlösschen ospita un ristorante storico, l'Orangerie superiore un ufficio e un negozio. Quest'ultima e quella inferiore sono utilizzate per concerti e mostre; l'orangerie inferiore è utilizzata anche per il suo scopo originario come riparo invernale per le piante in vaso del giardino.

## Giardino barocco

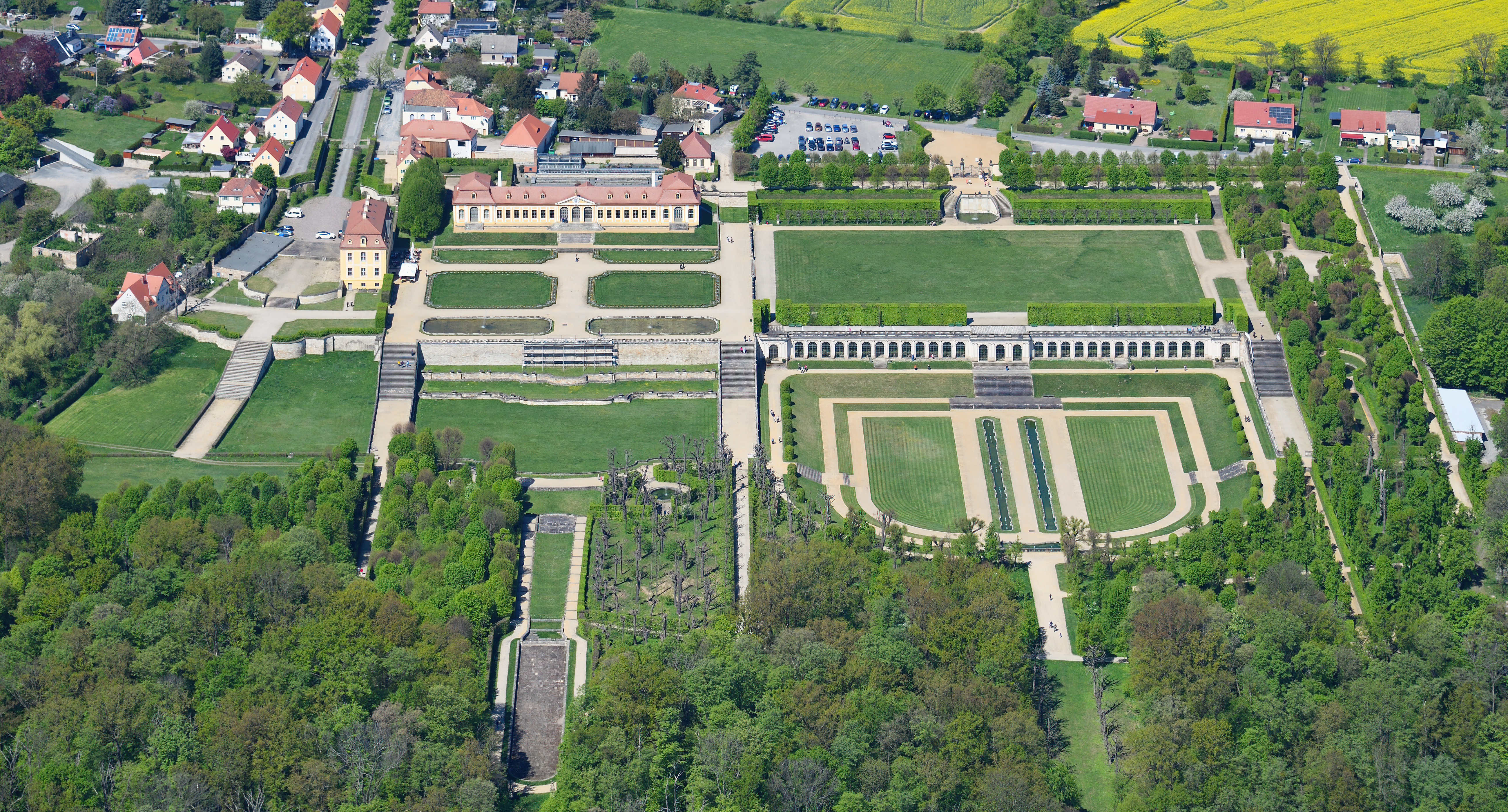
Vista aerea

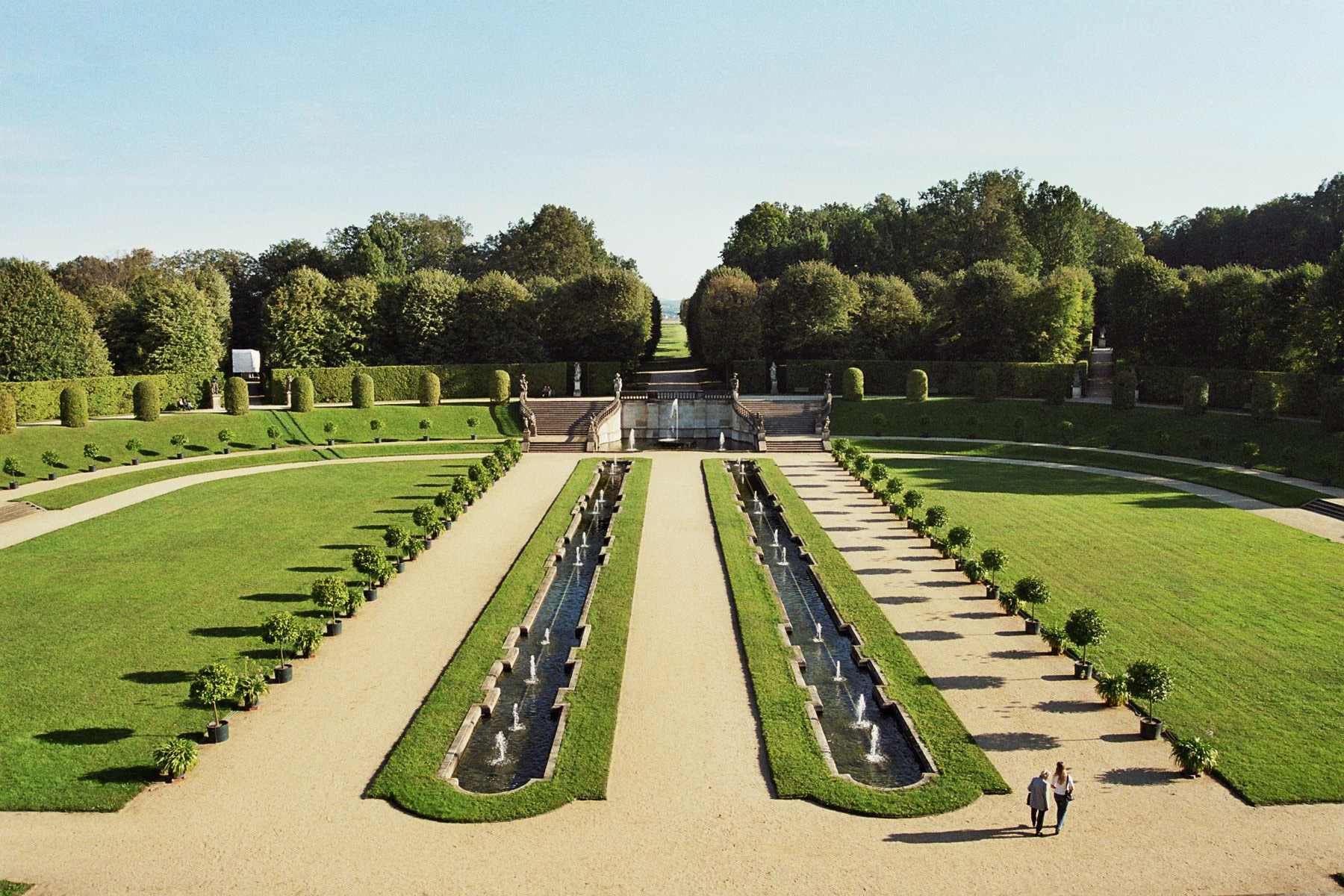
Parterre dell'orangerie inferiore, all'estremità sud la "Musica silenziosa", dietro di essa un vialetto tra i boschetti

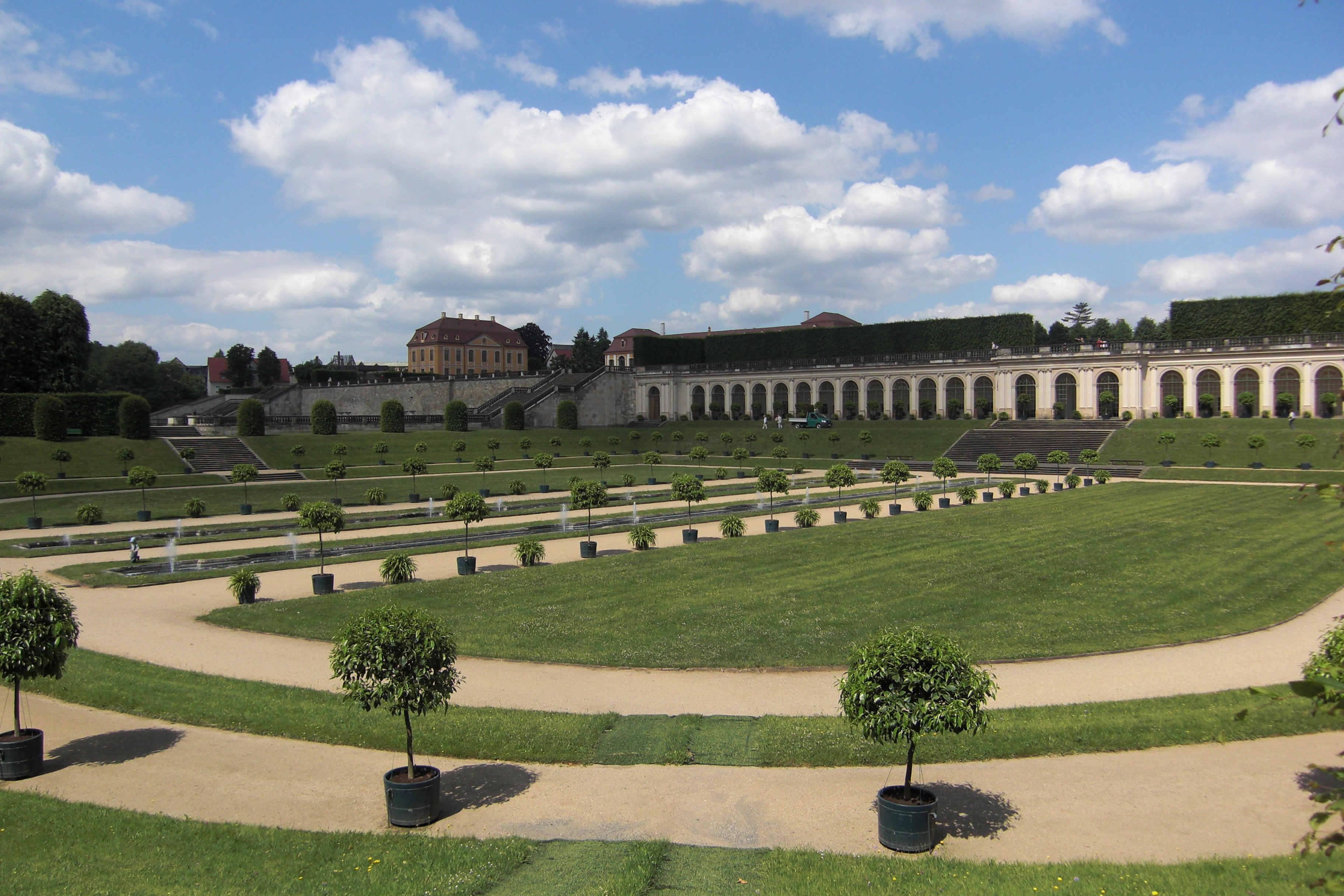
Orangerie inferiore con parterre a forma di arena

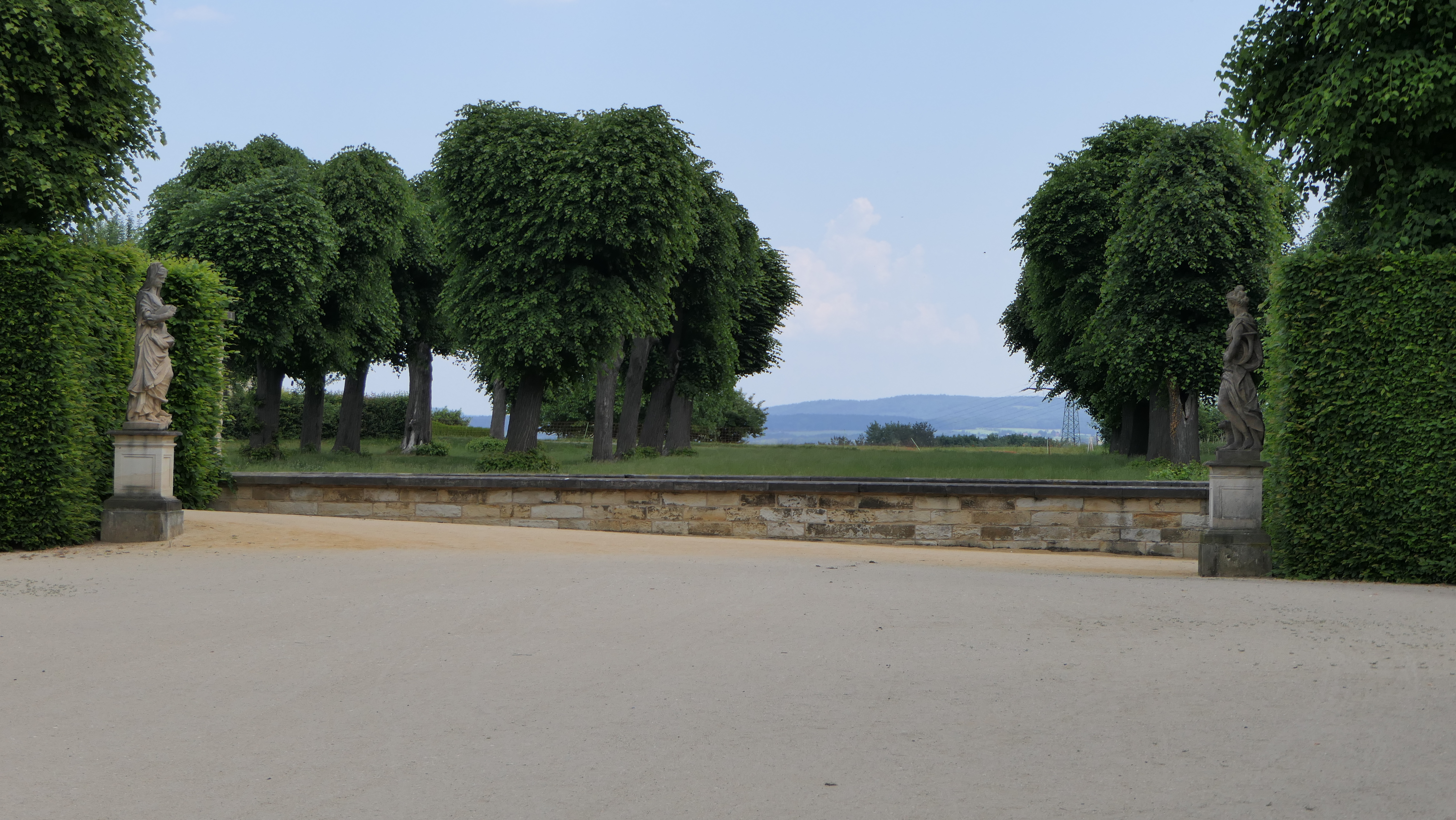
Ha-ha con linea di vista

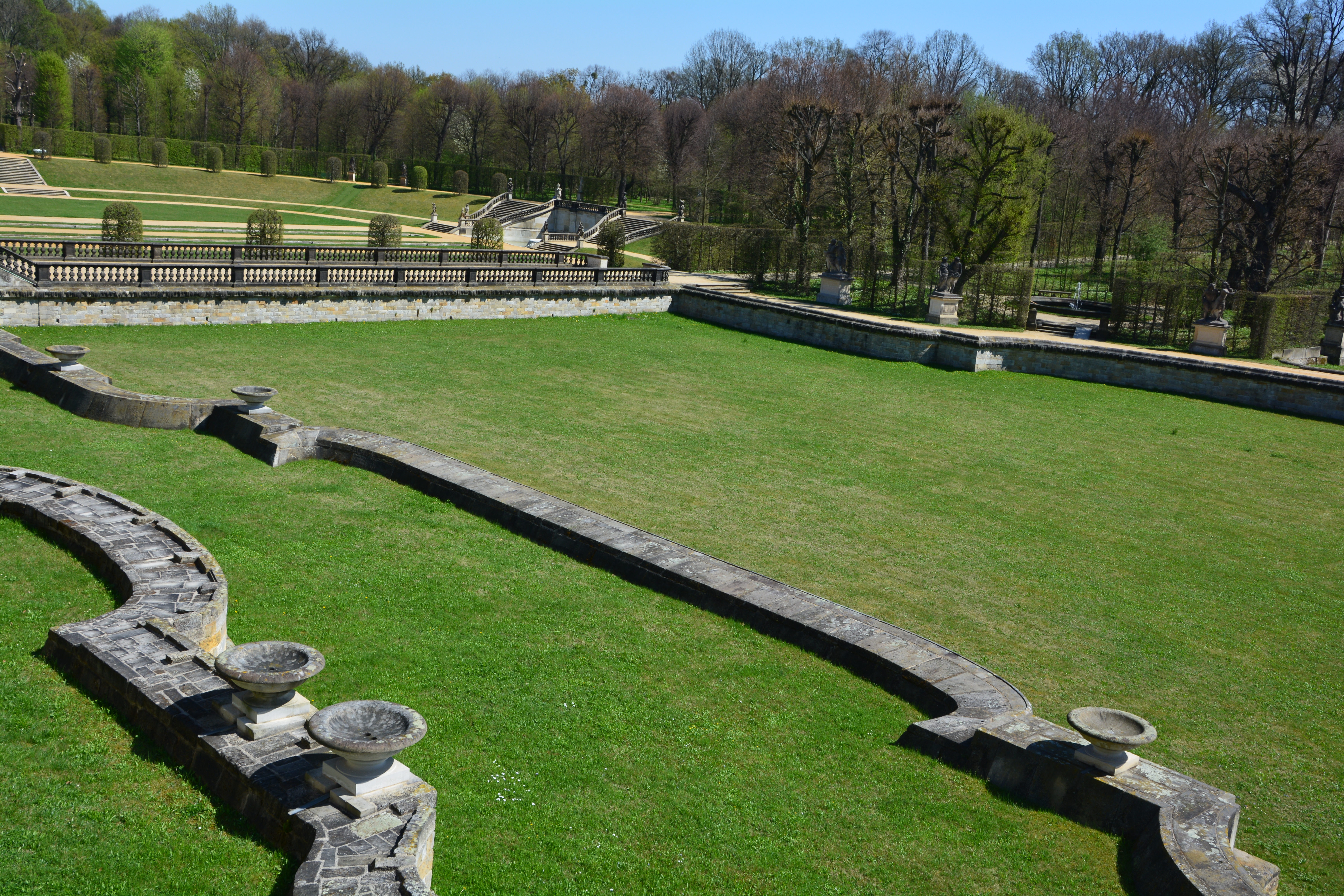
I gradini d'acqua incompiuti

L'area del parco, allineata lungo un asse nord-ovest sud-est, copre oggi circa 18 ettari. Sebbene mai completato, il complesso è uno dei giardini barocchi più autentici della Germania. É caratterizzato da una posizione collinare con terrazzamenti, scale esterne e cascate, con linee di vista per ammirare il paesaggio. Mentre l'estensione di un giardino nell'ampia pianura o una forte strutturazione di alte quote tramite terrazzamenti corrispondeva certamente all'ideale dell'arte orticola di quel tempo, la disposizione del giardino come dolce conca valliva ad alte quote con vista era una rarità.
La rete geometrica dei percorsi si basa sui tre assi principali della struttura. Inizialmente era prevista un'estensione del parco molto più ampia. Da un lato, le piantagioni di alberi ad alto fusto conducono oltre gli attuali confini del giardino e, dall'altro, l'ubicazione del vecchio castello a due ali e la relativa area del cortile parlavano a favore di un diverso asse di simmetria. Su una pianta del 1732 si vede la ripetizione speculare del parterre dell'orangerie inferiore sull'altro lato dell'asse centrale, che conduce a quella superiore; questo secondo piano terra del giardino, che doveva essere anch'esso incorniciato da boschetti, non fu mai realizzato.
Il parterre dell'orangerie inferiore, sul lato est del parco, formava la sala da ballo del giardino. La struttura ad U, leggermente ribassata come un'arena, è delimitata sul lato nord dall'orangerie inferiore, seguita da una scala non convenzionale a sud. Questa scala esterna, chiamata "Musica silenziosa" per via dei putti che la adornano, è stata probabilmente progettata dal capomastro Matthäus Daniel Pöppelmann. Qui, due gradini curvi circondano un muro di contenimento che si eleva sopra una vasca con tre fontane. Qui venivano posizionati i bersagli durante le gare di tiro. Nel semicerchio sopra questa scala ci sono figure di Giunone e Giove, incorniciate da figure delle stagioni.
Nella parte occidentale del giardino, la cascata con un bacino superiore noto come "Mare di pietra" incarna l'intenzione di creare un "asse d'acqua" come la parte più viva del giardino.  Rimase però incompiuta, così come il parterre d'eau nel punto più basso e i due livelli d'acqua racchiusi dai muri di contenimento del parterre dell'orangerie superiore. Ai margini del bacino superiore della cascata si trovano le personificazioni dei quattro continenti. A sud di questo gruppo, sono mostrati gli elementi fuoco e acqua, e aria e terra. Degni di nota sono anche gli amanti della mitologia antica posizionati sopra il bacino: Ceice e Alcione, Meleagro e Atalanta, Apollo e Dafne, Narciso ed Eco, Orfeo ed Euridice, Pan e Siringa, Amore e Psiche oltre a Bacco e Arianna, tutti opera di Johann Benjamin Thomae.

## Figure di arenaria

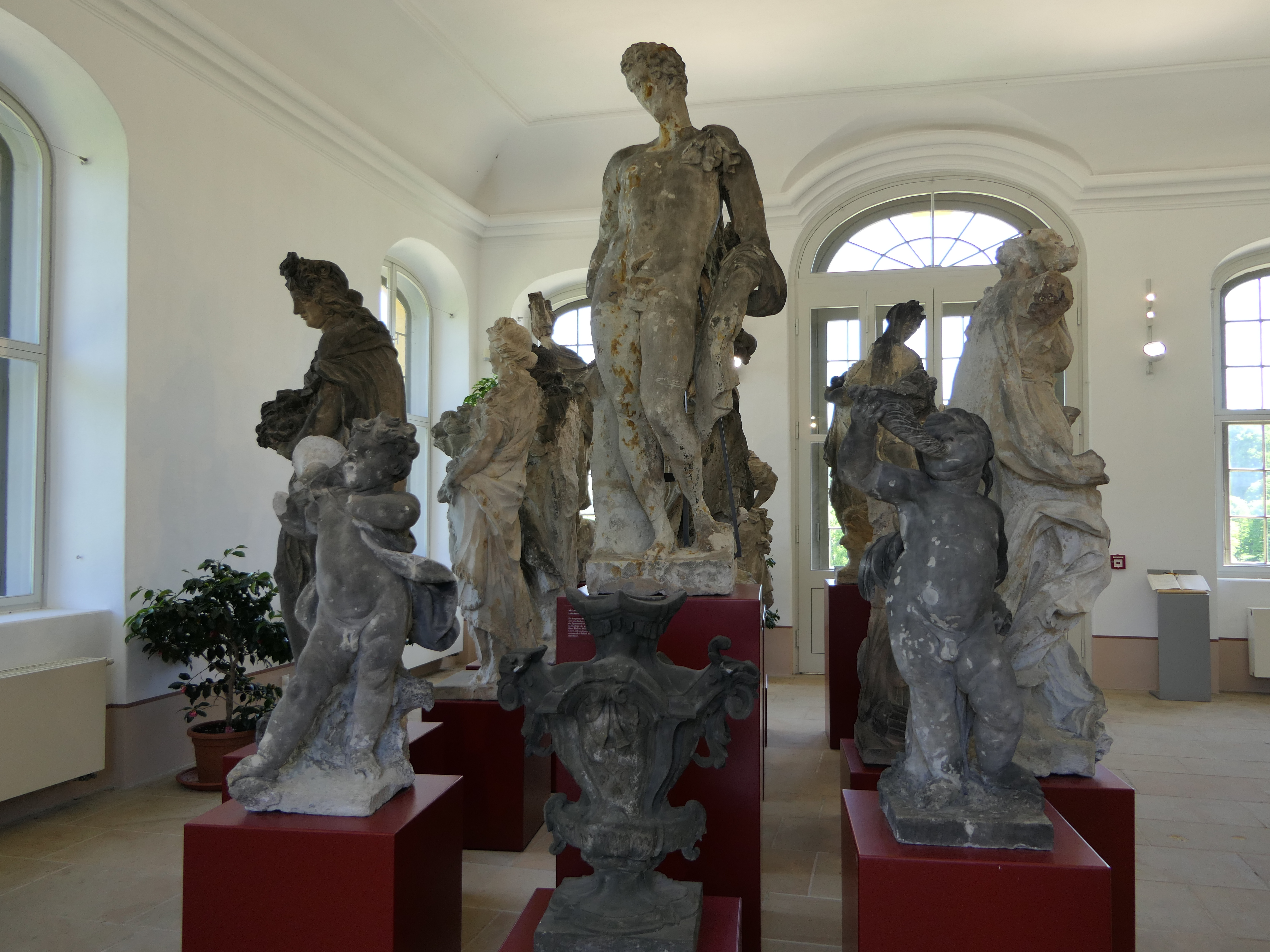
Figure di arenaria conservate nell'Orangerie superiore

Delle numerose sculture presenti, realizzate in arenaria, della mitologia romana e greca, 64 decorano ancora oggi il giardino, 24 delle quali sono quelle originali. Gli originali, sostituiti da copie presenti nel parco, sono stati conservati e si trovano nell'edificio principale dell'orangerie superiore. Questi comprendono le figure della dea della primavera Flora, la grande madre degli dei Cibele e Melpomene. La decorazione figurale riccamente conservata distingue il giardino Großsedlitz da altre strutture simili.

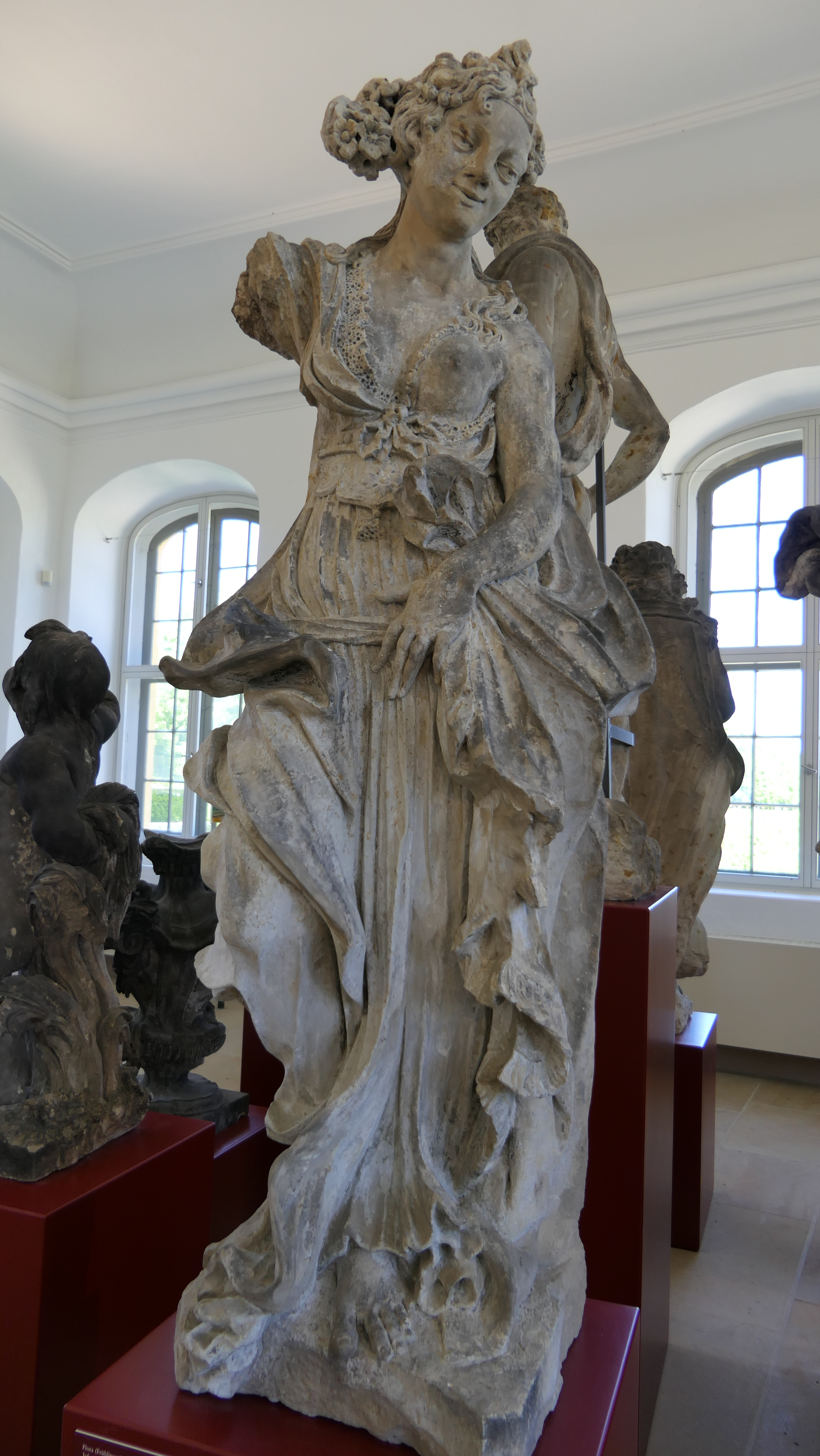
Flora
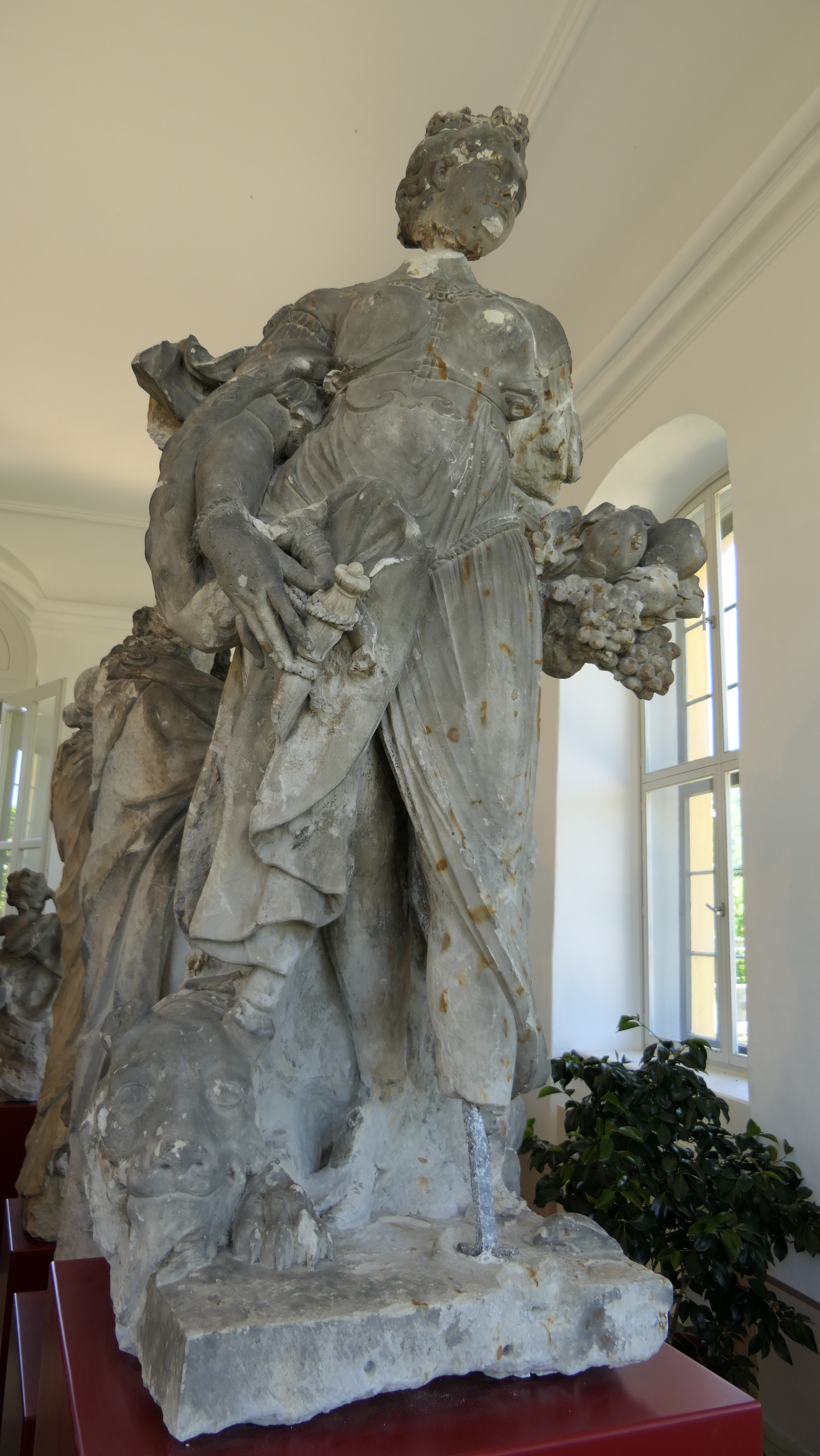
Cibele
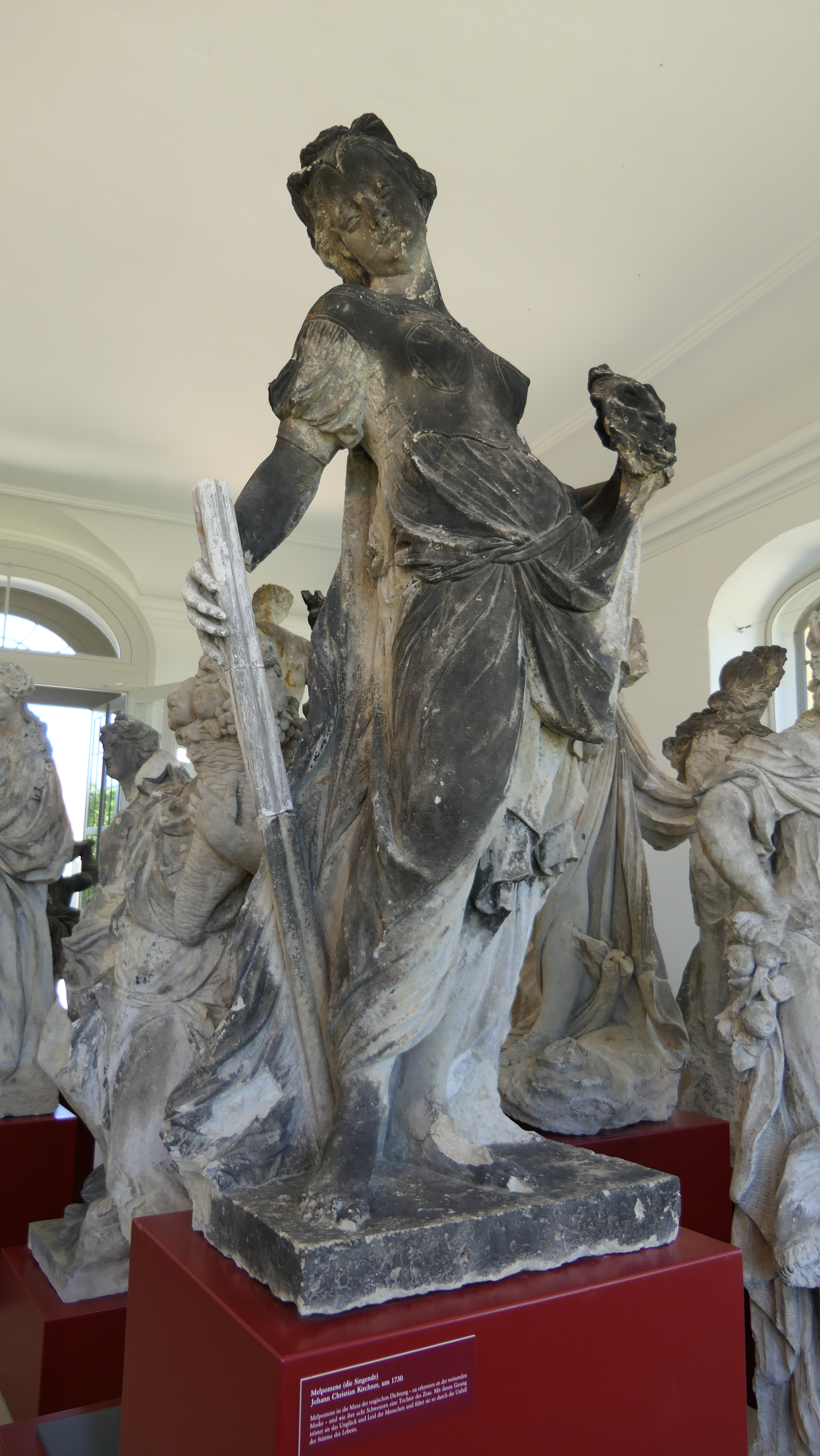
Melpomene

Degni di nota sono i gruppi di figure creati dallo scultore di corte Johann Christian Kirchner: le "Quattro stagioni" (inverno, primavera, estate, autunno), i "Quattro continenti" (Europa, Asia, Africa, America, poiché l'Australia era ancora sconosciuta all'epoca) e " Quattro elementi ”(fuoco, acqua, aria, terra), che esistono ancora come originali. Nell'ultimo gruppo, due elementi opposti sono combinati in una figura comune: fuoco e acqua, aria e terra.

### Le stagioni
Quattro statue, al piano terra dell'orangerie inferiore, sono delle rappresentazioni allegoriche della primavera, estate, autunno e inverno.

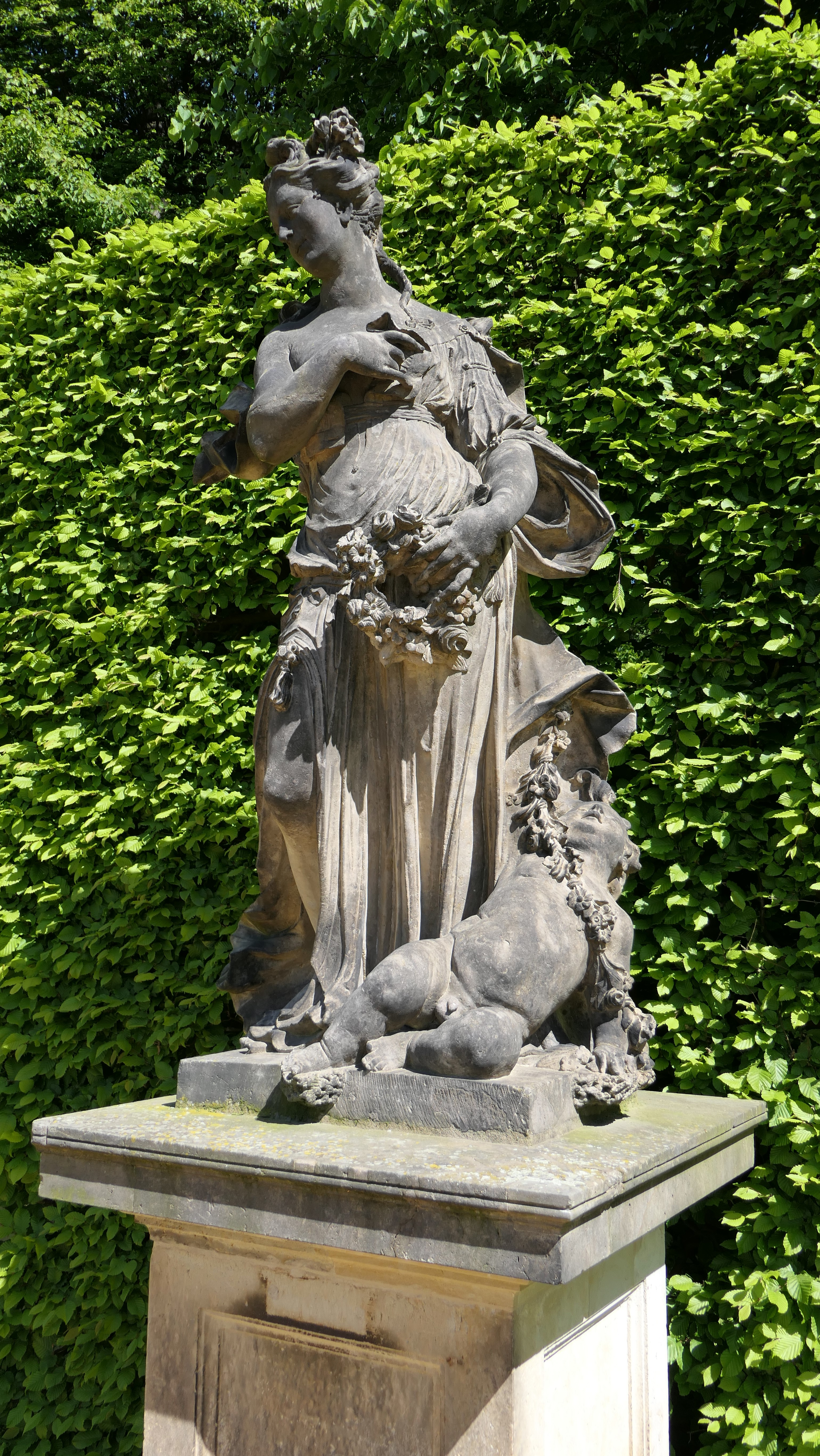
Primavera
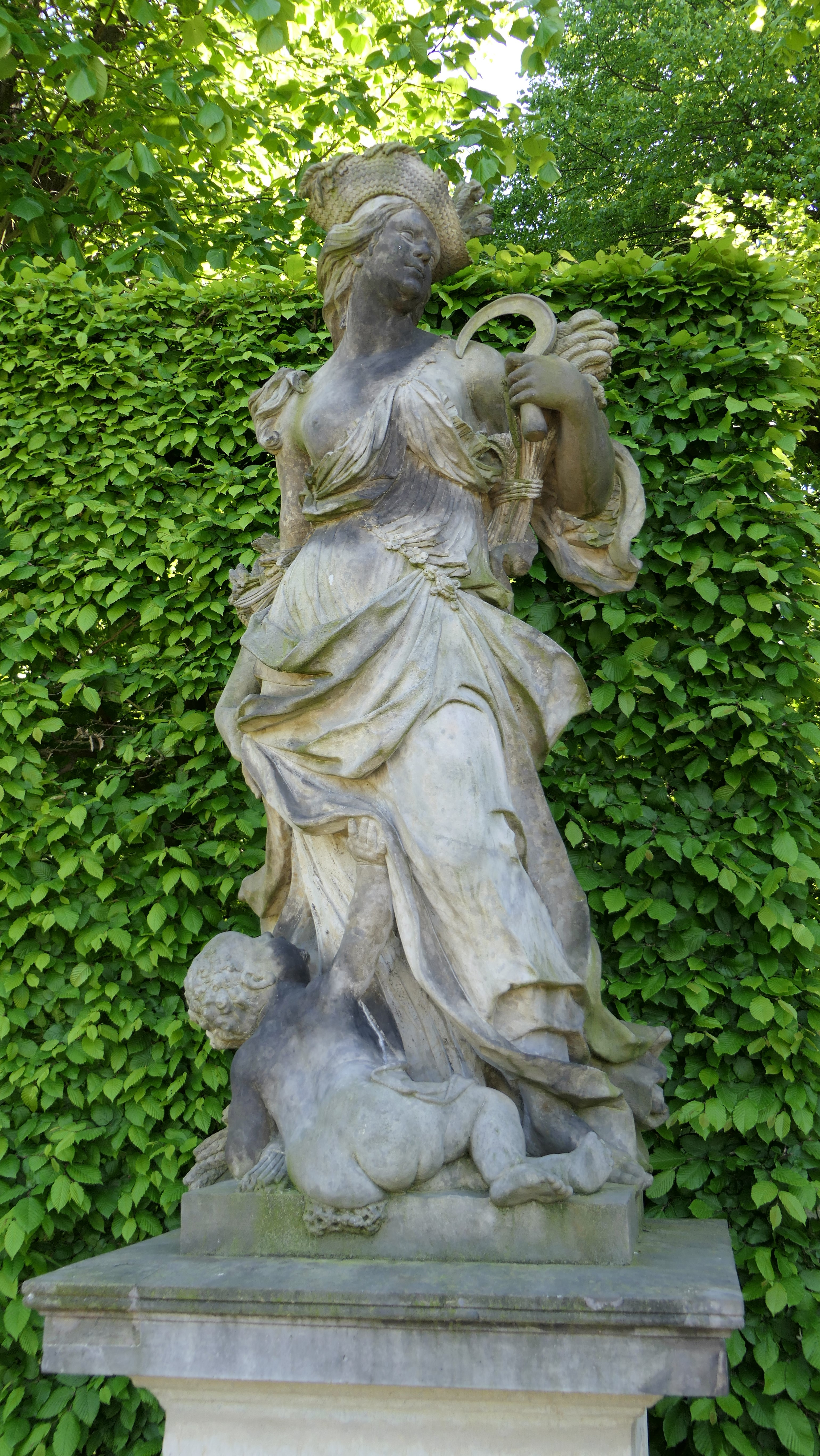
Estate
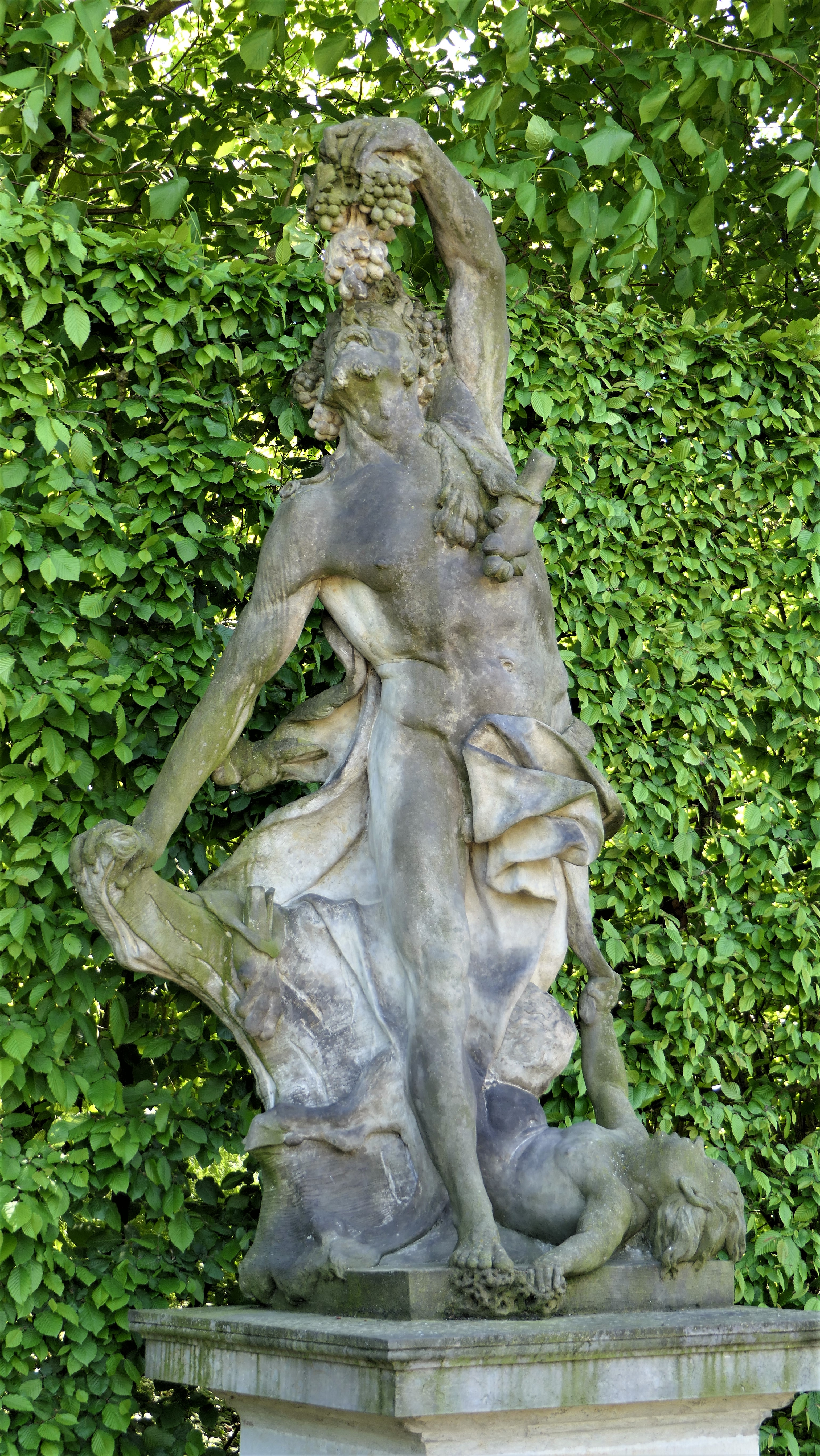
Autunno
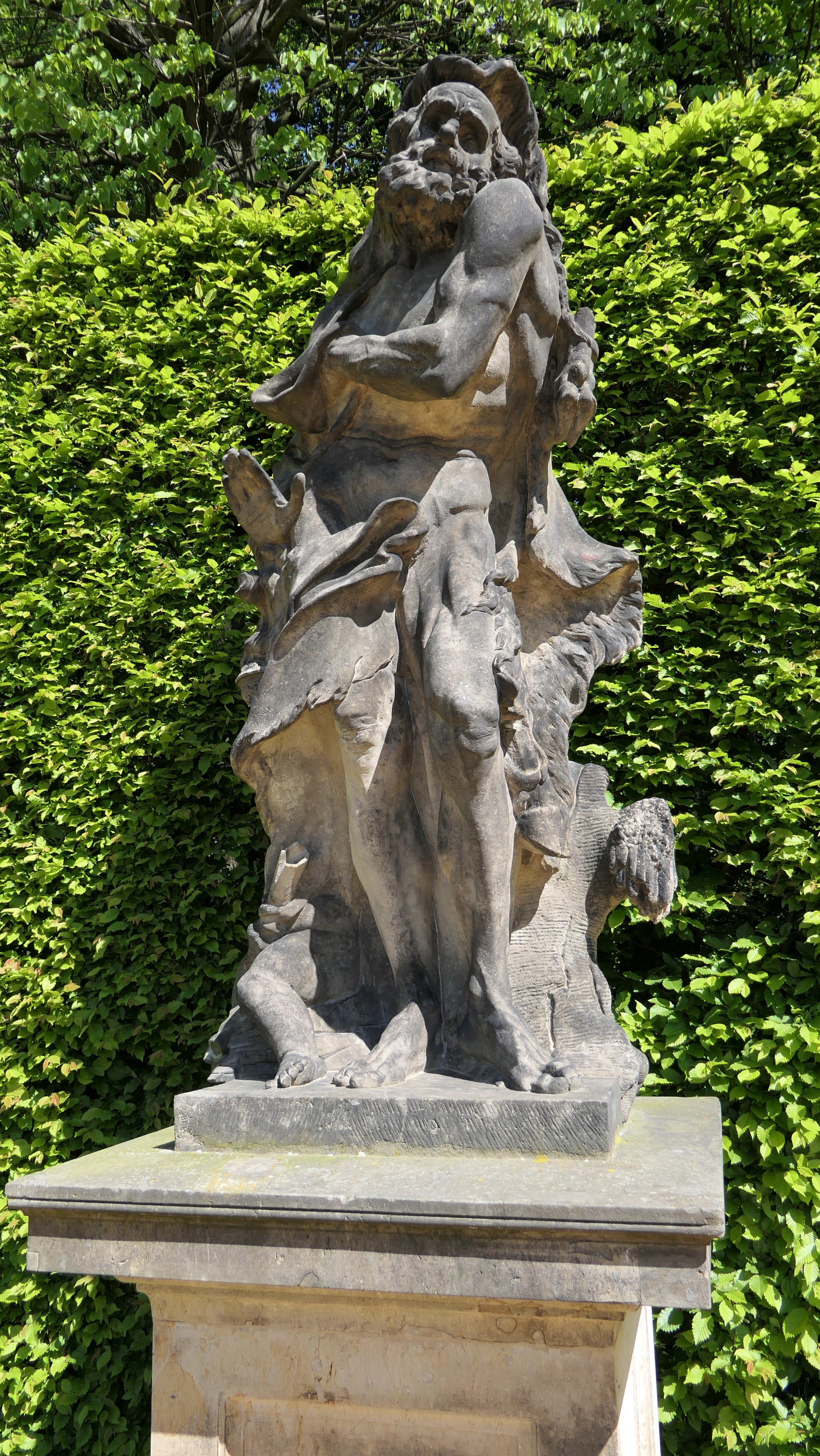
Inverno

### Quattro continenti
Sul Mare di Pietra, nella parte sud-occidentale del giardino, sono presenti le personificazioni dei quattro continenti: Europa, Asia, Africa e America. 

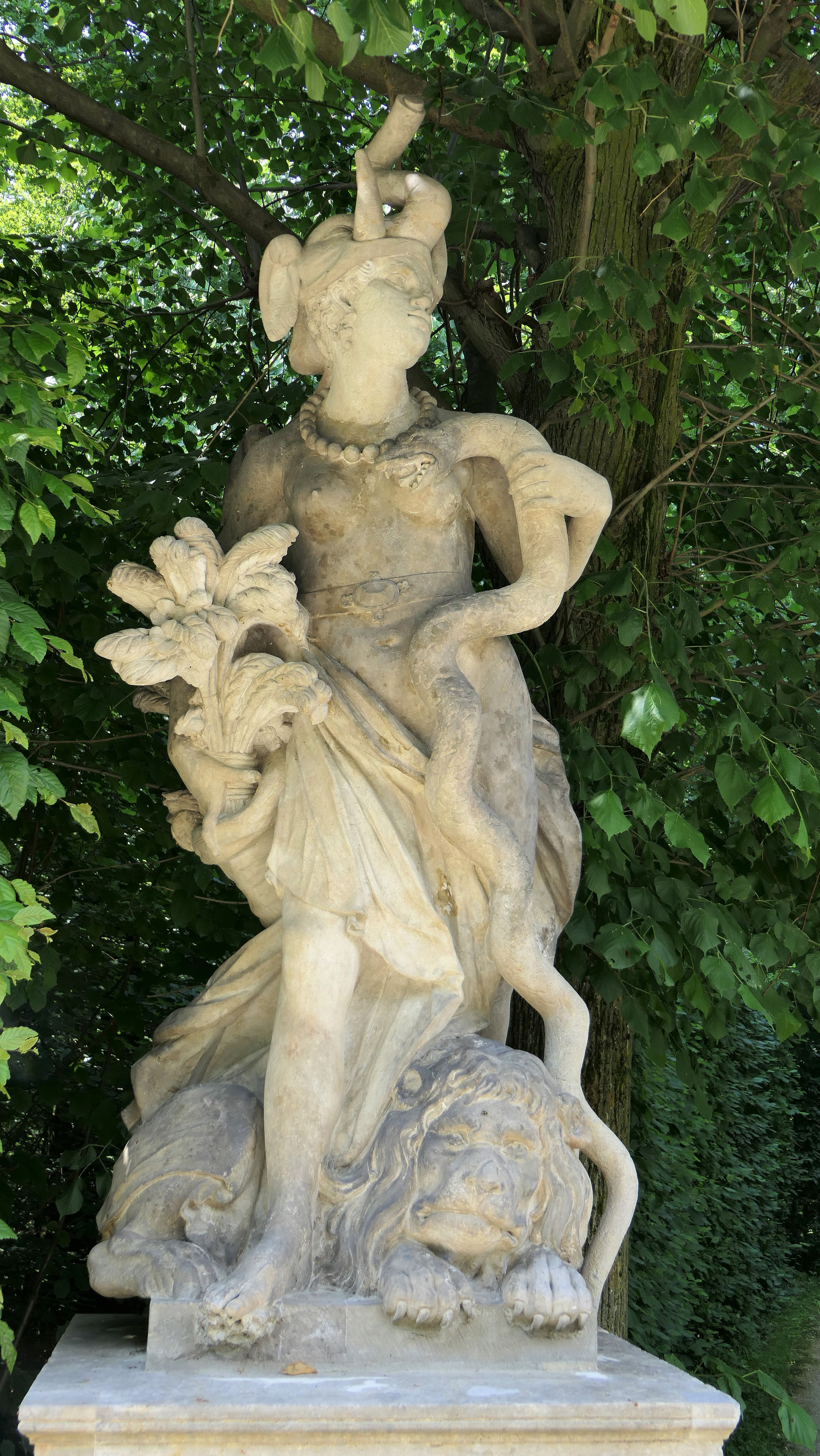
Africa
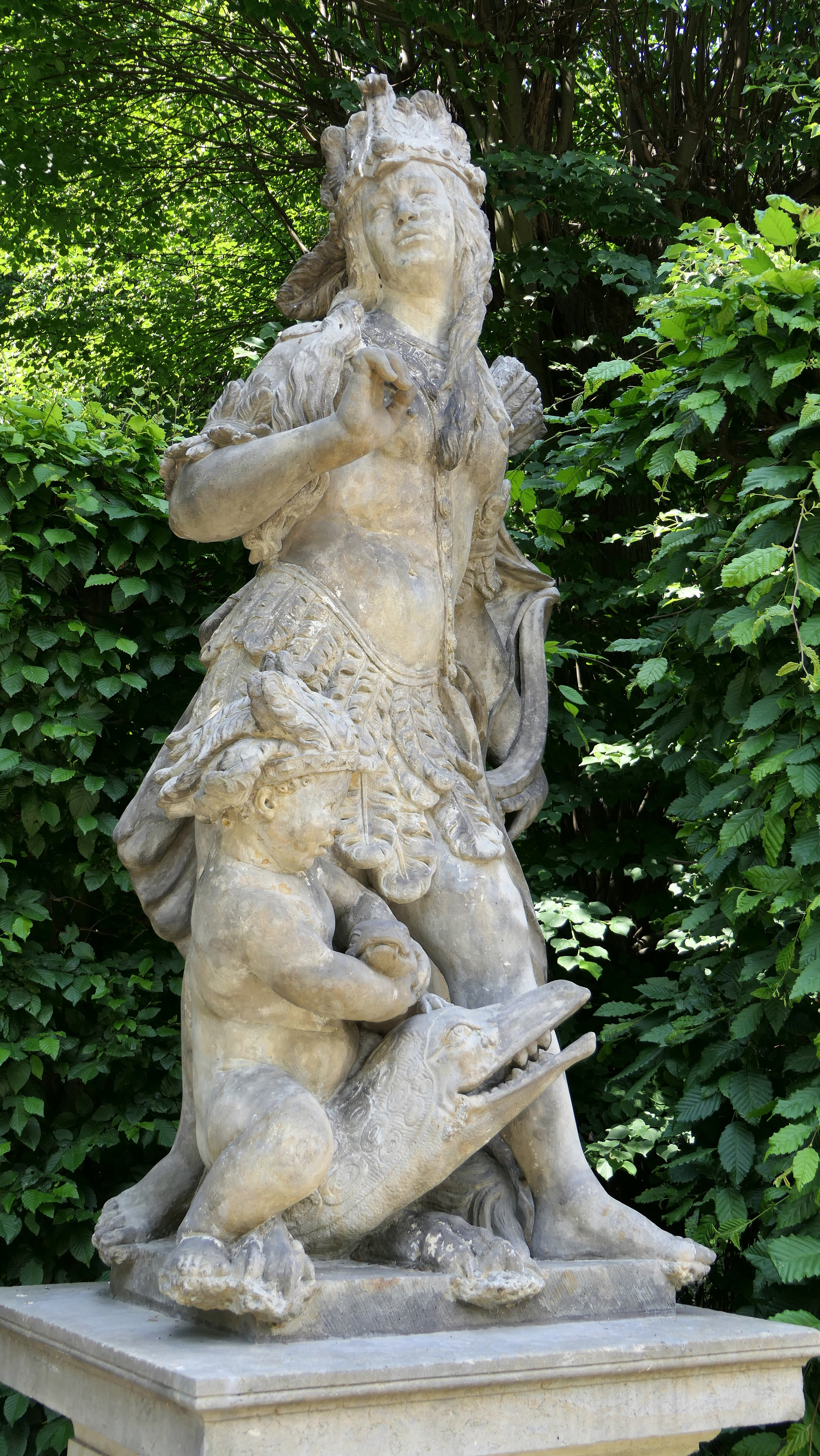
America
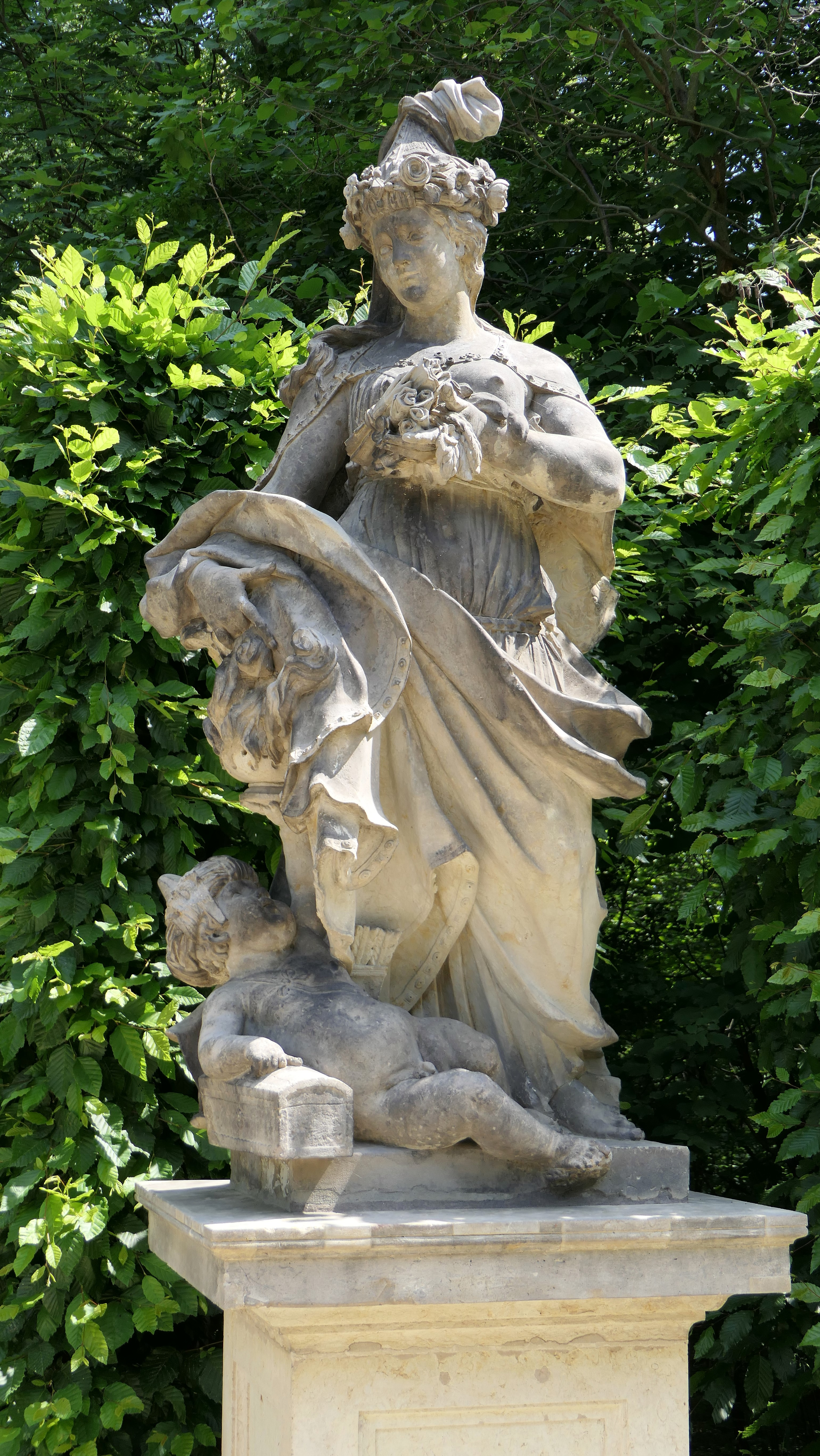
Asia
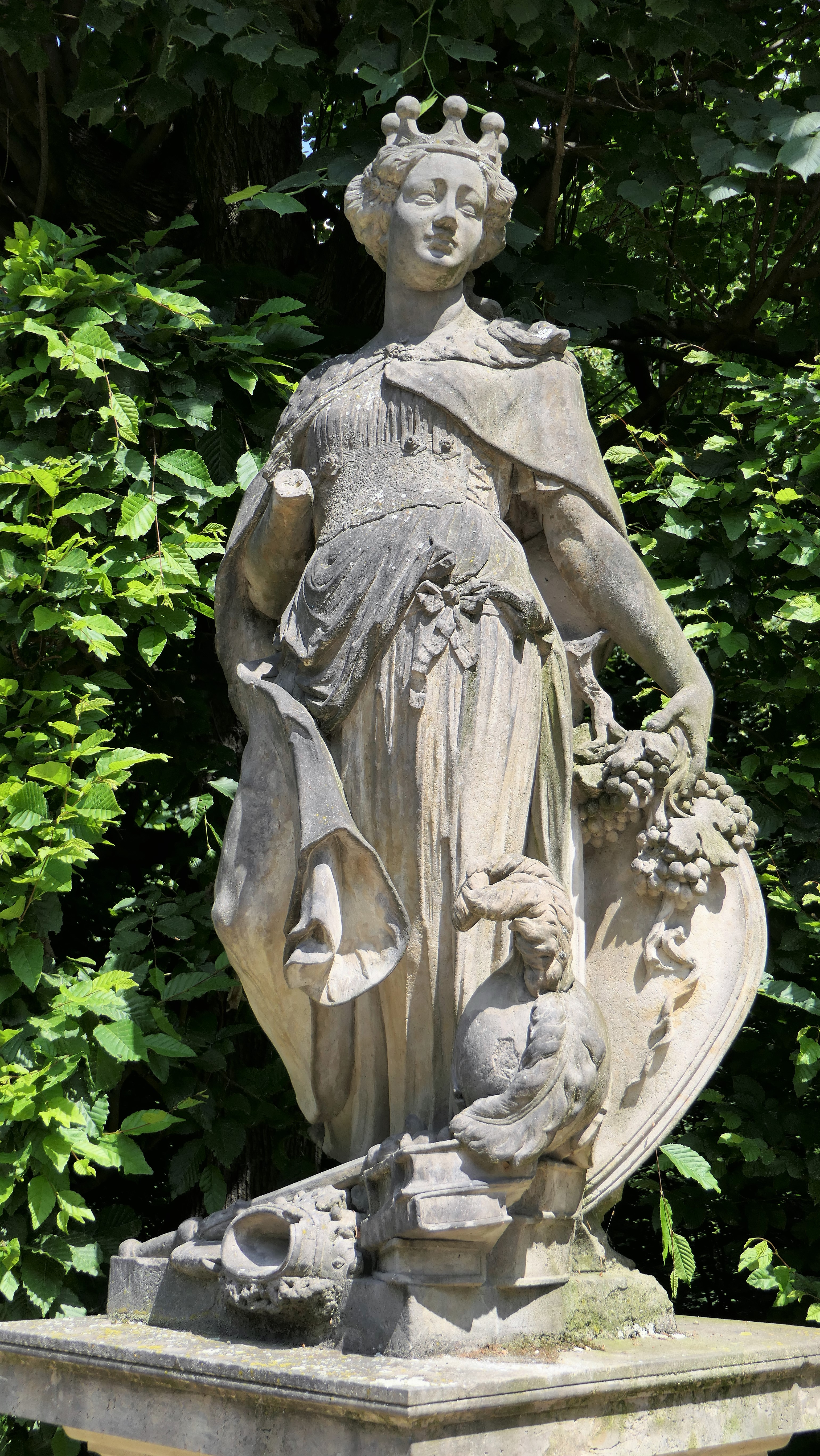
Europa

### Amanti
Otto coppie di figure, situate tra il bacino di ghiaccio e le cascate, rappresentano gli amanti famosi della mitologia.

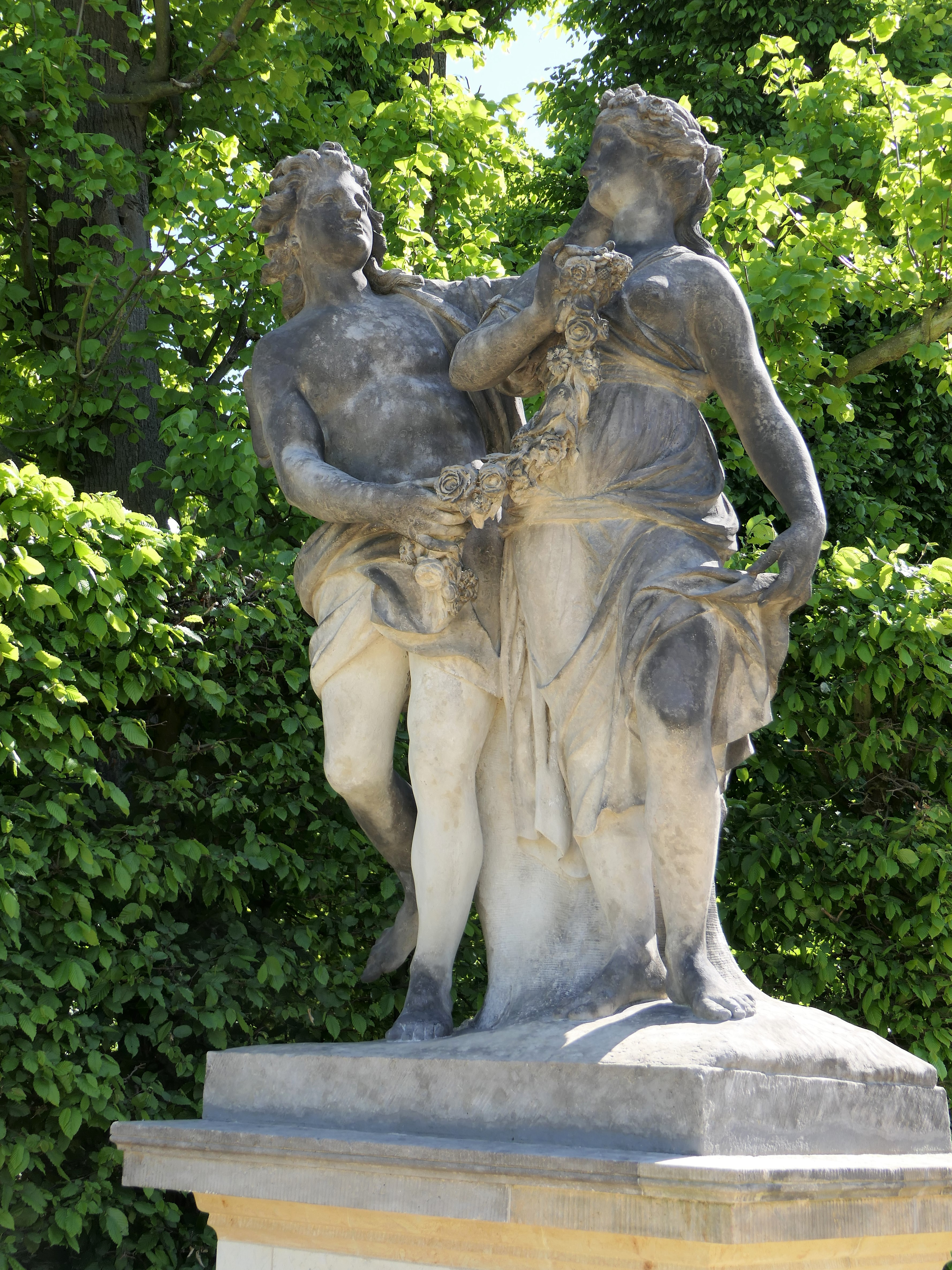
Amore e Psiche
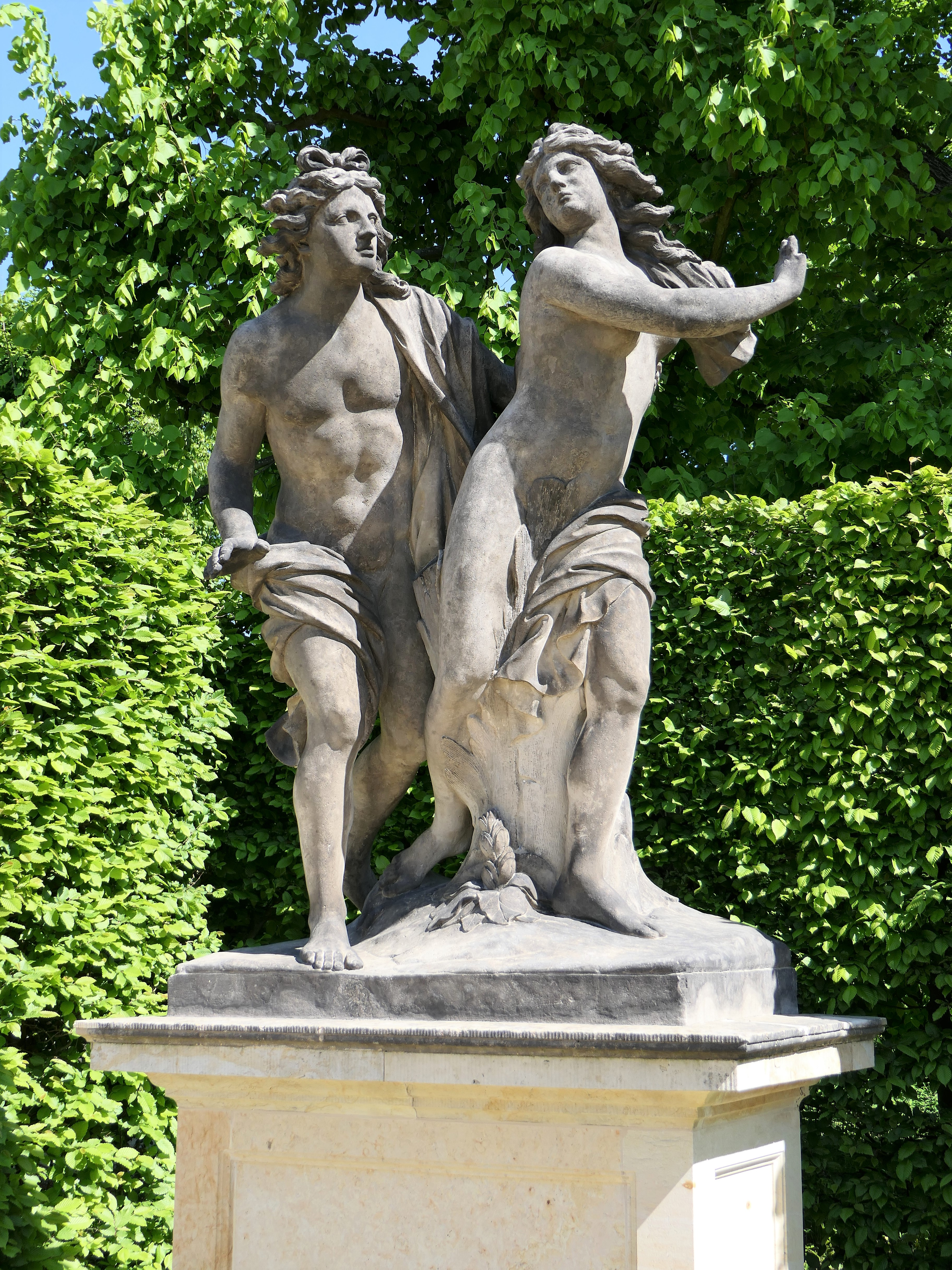
Apollo e Dafne
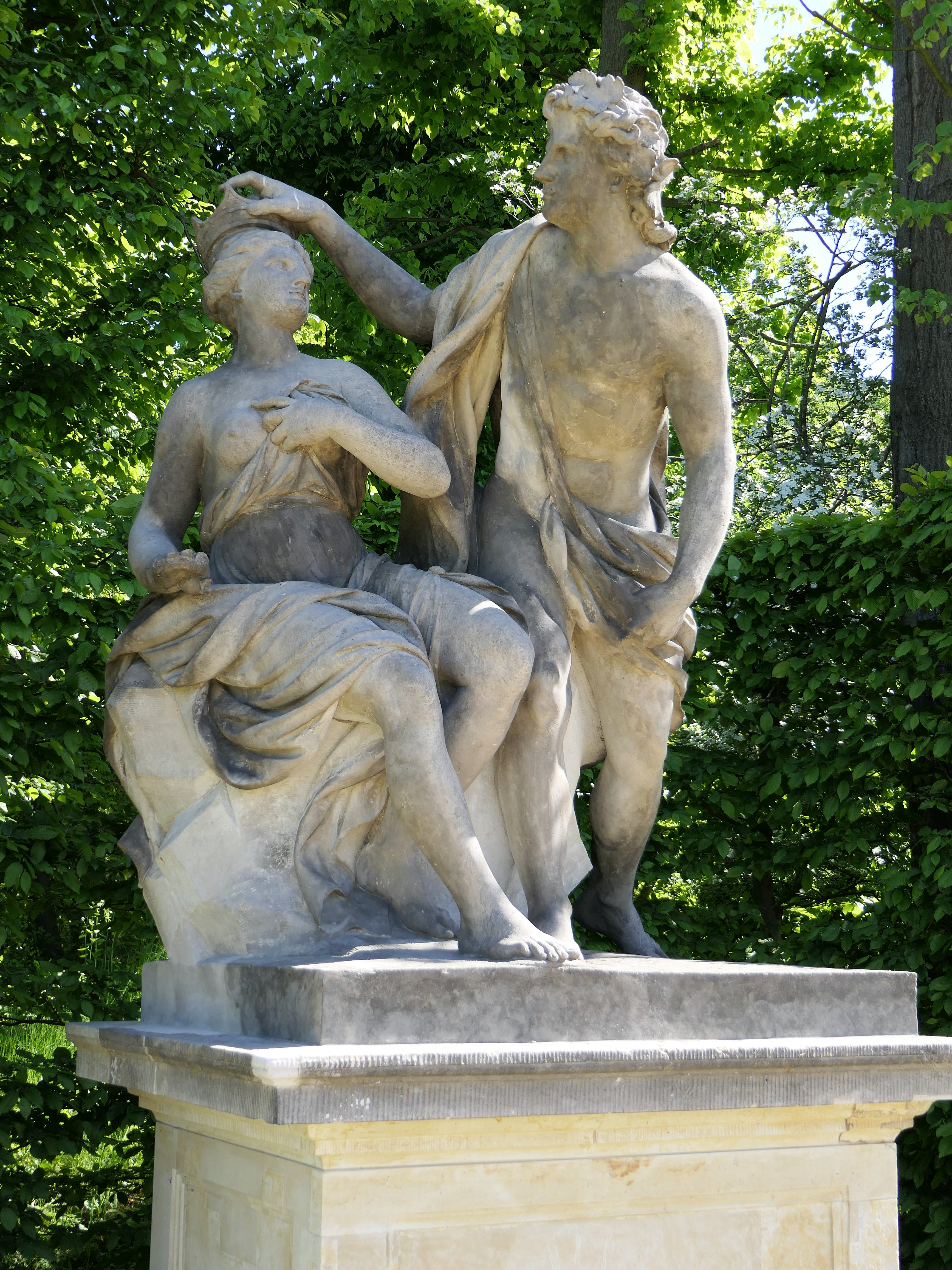
Bacco e Arianna
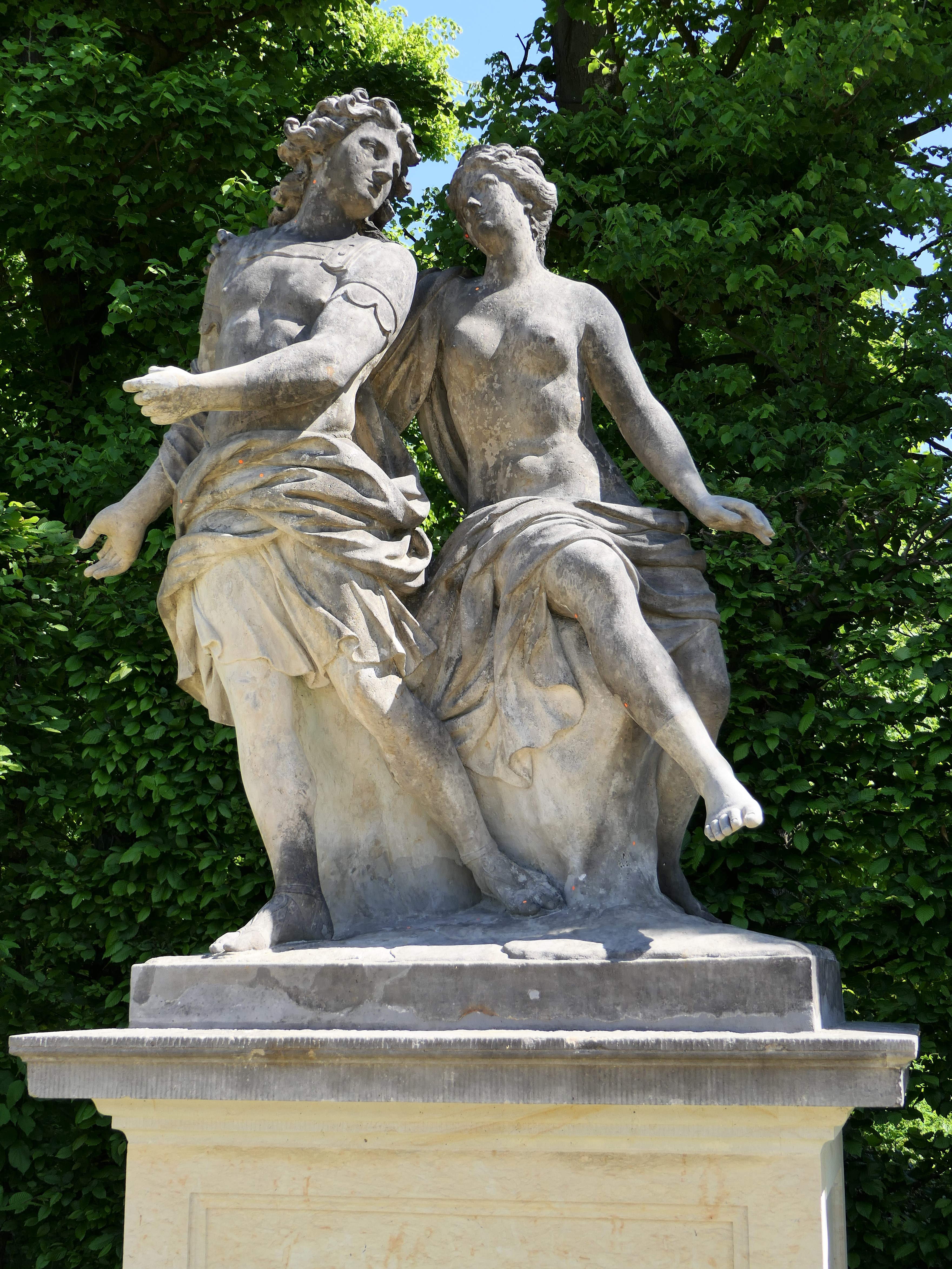
Ceice e Alcione
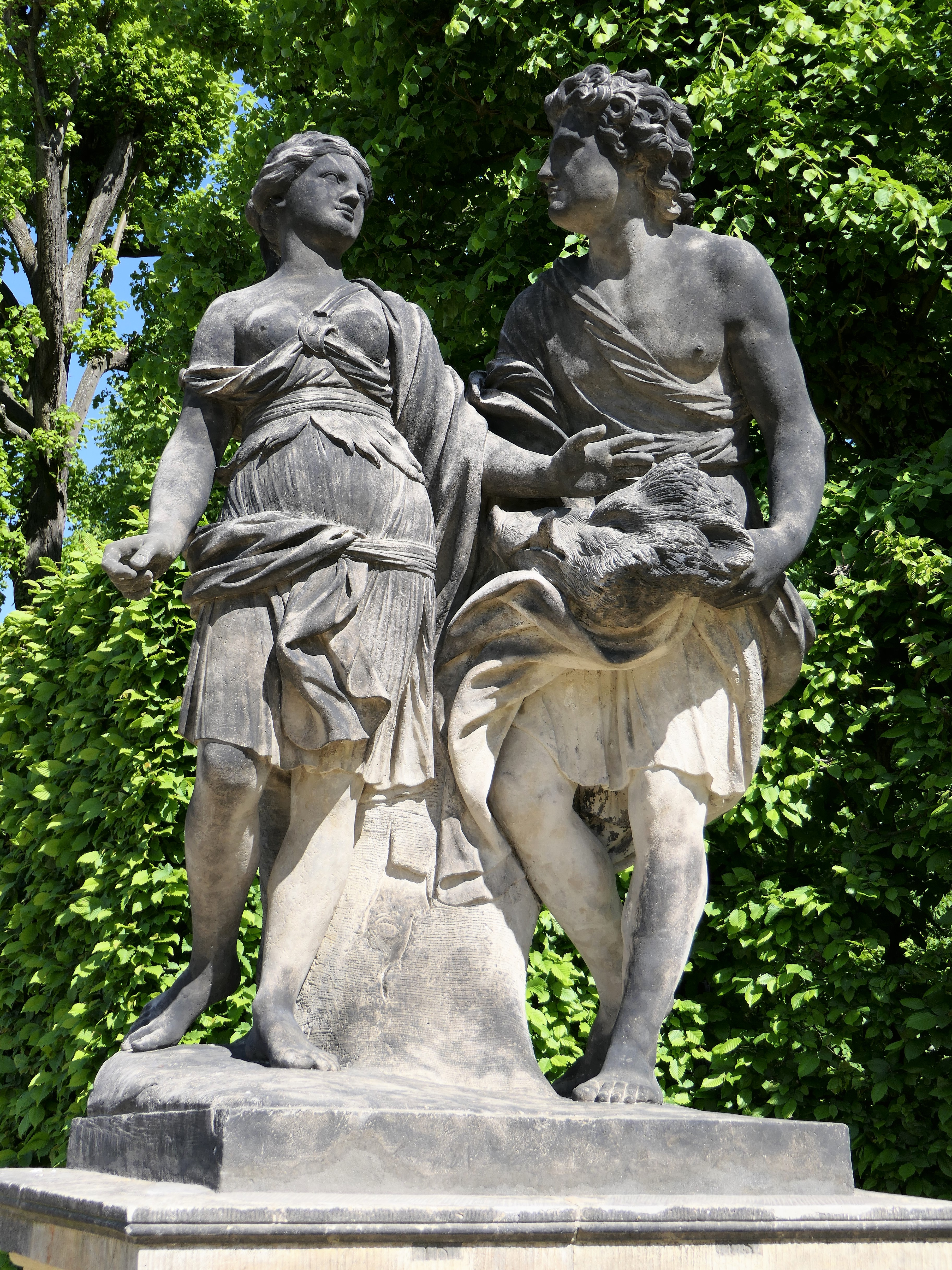
Meleagro e Atalanta
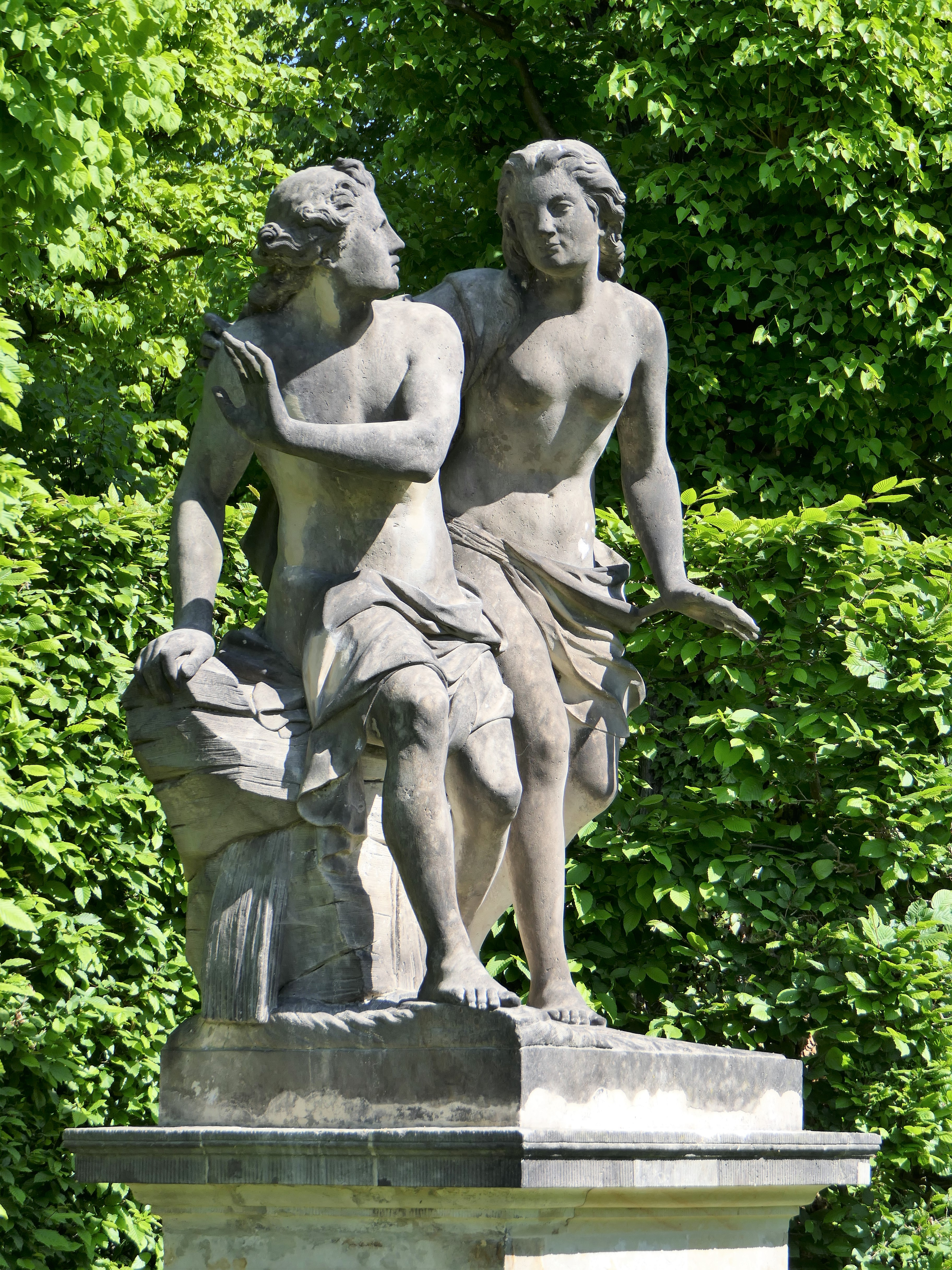
Narciso ed Eco
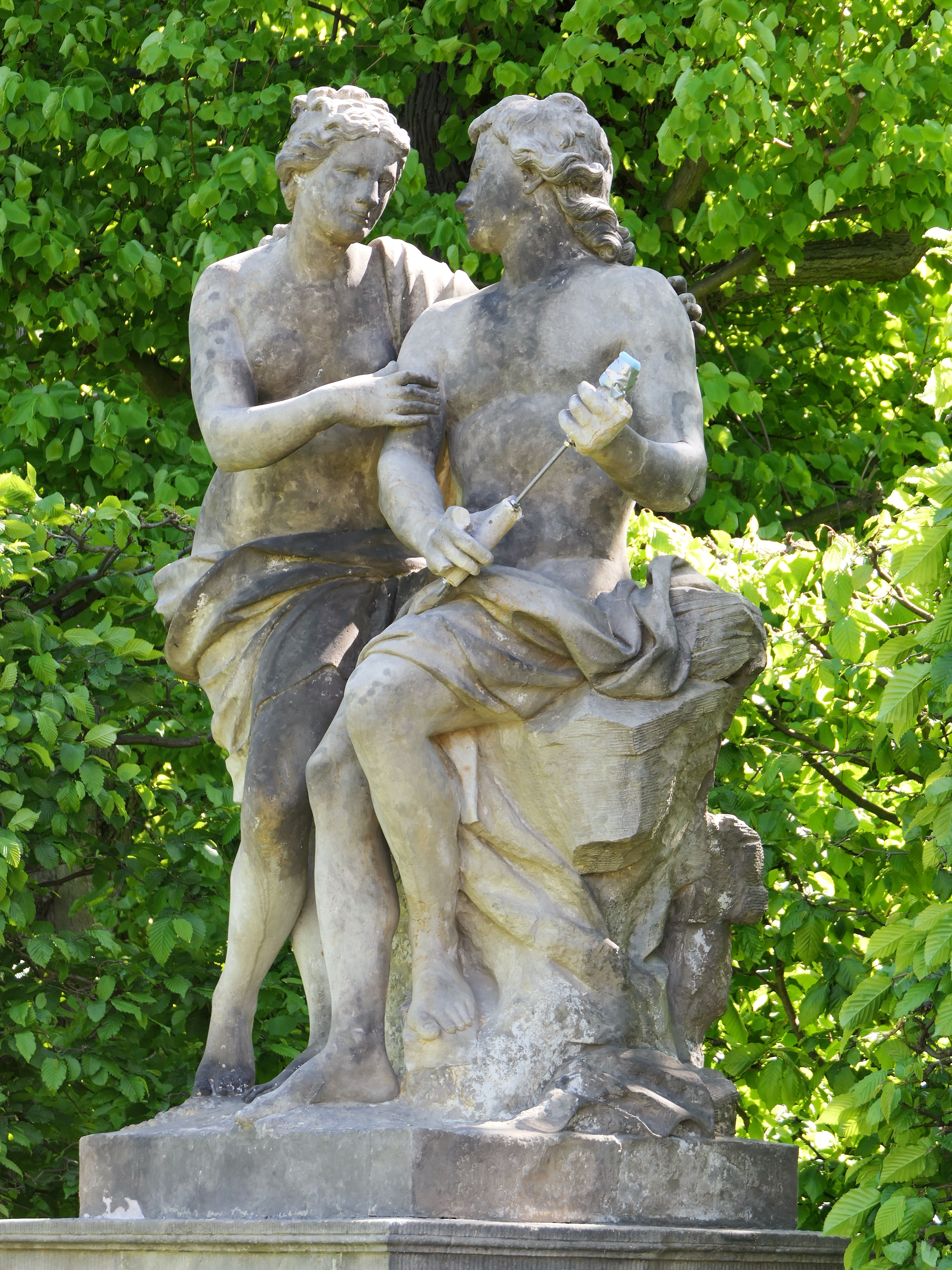
Orfeo ed Euridice
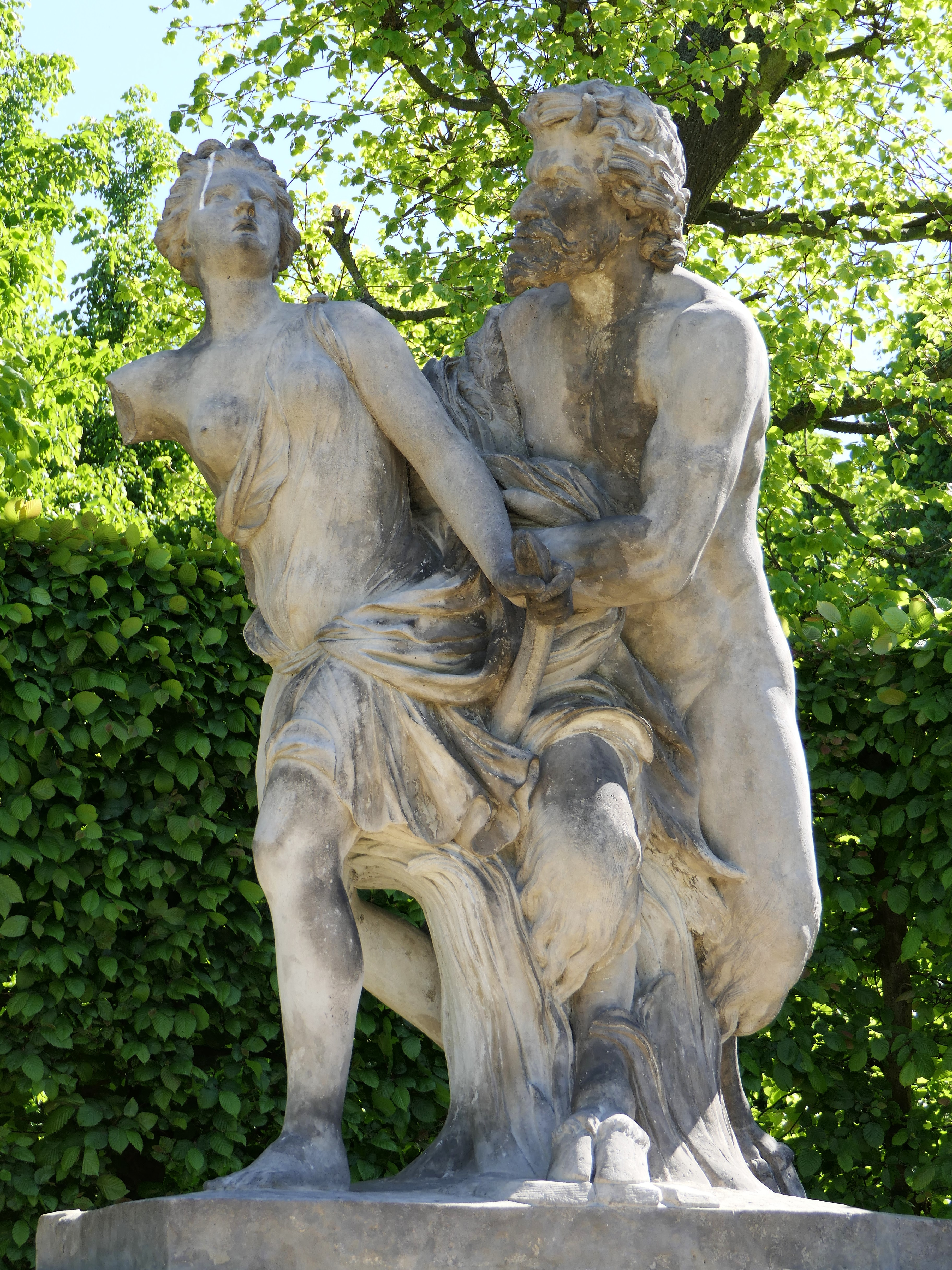
Pan e Siringa

## Aranciera

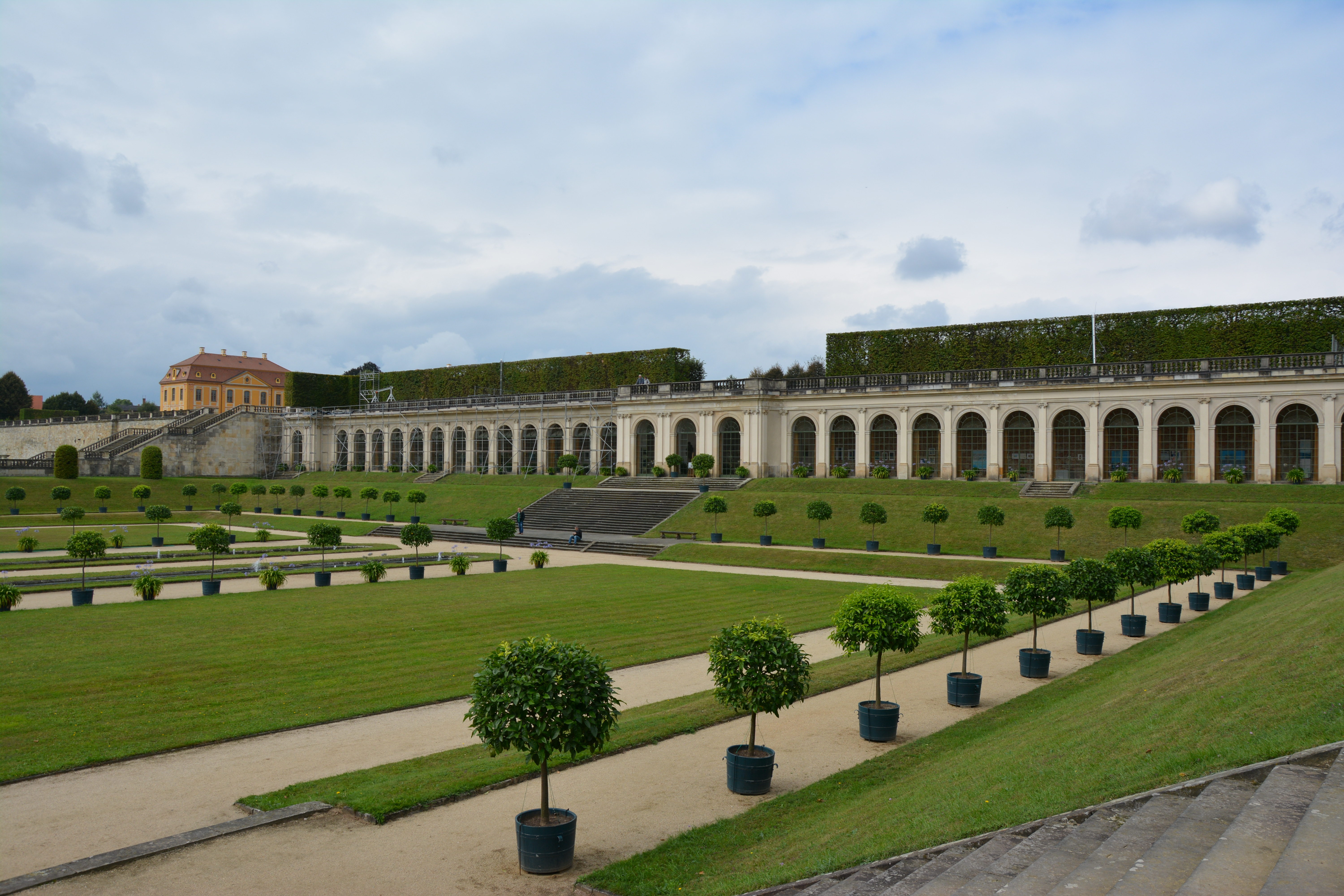
Orangerie inferiore

Gli aranci (giardino d'inverno), come collezioni di piante meridionali, facevano parte del classico canone delle forme nei giardini barocchi. Oltre a questi, a Großsedlitz venivano coltivati anche mirti, melograni, allori e fichi. La tradizione degli aranci risaliva ai modelli italiani del periodo rinascimentale. Il mito greco Ercole svolgeva un ruolo importante nella loro progettazione. Secondo questo mito, Ercole avrebbe dovuto andare a prendere le mele d'oro nel giardino delle Esperidi come una delle sue dodici fatiche. L'ovvia somiglianza delle arance con le mele golden suggeriva un rapporto lusinghiero del loro proprietario con i tratti virtuosi di Ercole. L'elettore Giovanni Giorgio III aveva già a Dresda quattro statue di Ercole erette alle due estremità di un viale nel Grande Giardino, un'opera giovanile di Permoser. Augusto il Forte fece collocare a Großsedlitz una copia dell'Ercole Farnese. Per lui, il mito di Ercole aveva un ruolo molto speciale proprio per l'evidente riferimento alla sua leggendaria forza corporea: l'Hercules Saxonicus di Permoser porta il globo sul tetto del Wallpavillon nello Zwinger di Dresda.
Secondo l'inventario del 1736, il giardino barocco aveva a quel tempo 1.250 alberi di arancio, tra i quali l'arancio amaro era particolarmente pregiato. Anni di abbandono e probabilmente un guasto al riscaldamento, nel rigido inverno del 1928/1929, distrussero le ultime piante rimanenti.
Nel 1997 sono stati acquistati, per la prima volta, 150 aranci dalla Toscana. La popolazione attuale è cresciuta fino a oltre 400 piante in vaso, compresi 140 aranci amari. Vengono svernati, a temperature comprese tra 5 e 8 gradi Celsius, nell'orangerie inferiore.

## Situazione attuale
Il giardino barocco è passato sotto il controllo del nuovo Stato Libero di Sassonia nel 1992 e contemporaneamente è iniziato un ampio restauro con ricostruzione del giardino e degli edifici.
La struttura, che oggi è accessibile al pubblico, comprende: il Friedrichschlösschen, la vecchia casa del giardiniere, l'orangerie superiore e inferiore, il parterre superiore, il parterre dell'acqua (parterre d'eau), la "Musica silenziosa", la cascata della foresta e il teatro naturale all'aperto.
Ogni anno, dal giorno di Pasqua alla fine di ottobre, si svolgono nel giardino diversi eventi. Quello più importante è la festa in giardino del primo fine settimana di agosto. Ha lo scopo di commemorare la prima festa in onore dell'Ordine dell'Aquila Bianca, celebrata a Großsedlitz ai tempi del re Augusto il Forte.
Alla fine di maggio 2018, i "Saxon Citrus Days", che si tengono ogni anno dal 2013, si sono svolti nel giardino barocco per la sesta volta. Durante questa esposizione, il giardino ha nuovamente presentato la sua collezione di preziose piante di agrumi.

## Numero di visitatori
Nel 2017, dopo i consistenti lavori di ristrutturazione, 61.072 persone hanno visitato il parco storico. Rispetto agli anni precedenti, si è registrato un aumento del 52 percento. L'anno successivo, solo 55.290 persone hanno visitato il giardino, con un calo dei visitatori del 9,4%.